# Liste von Soldatenfriedhöfen in Österreich

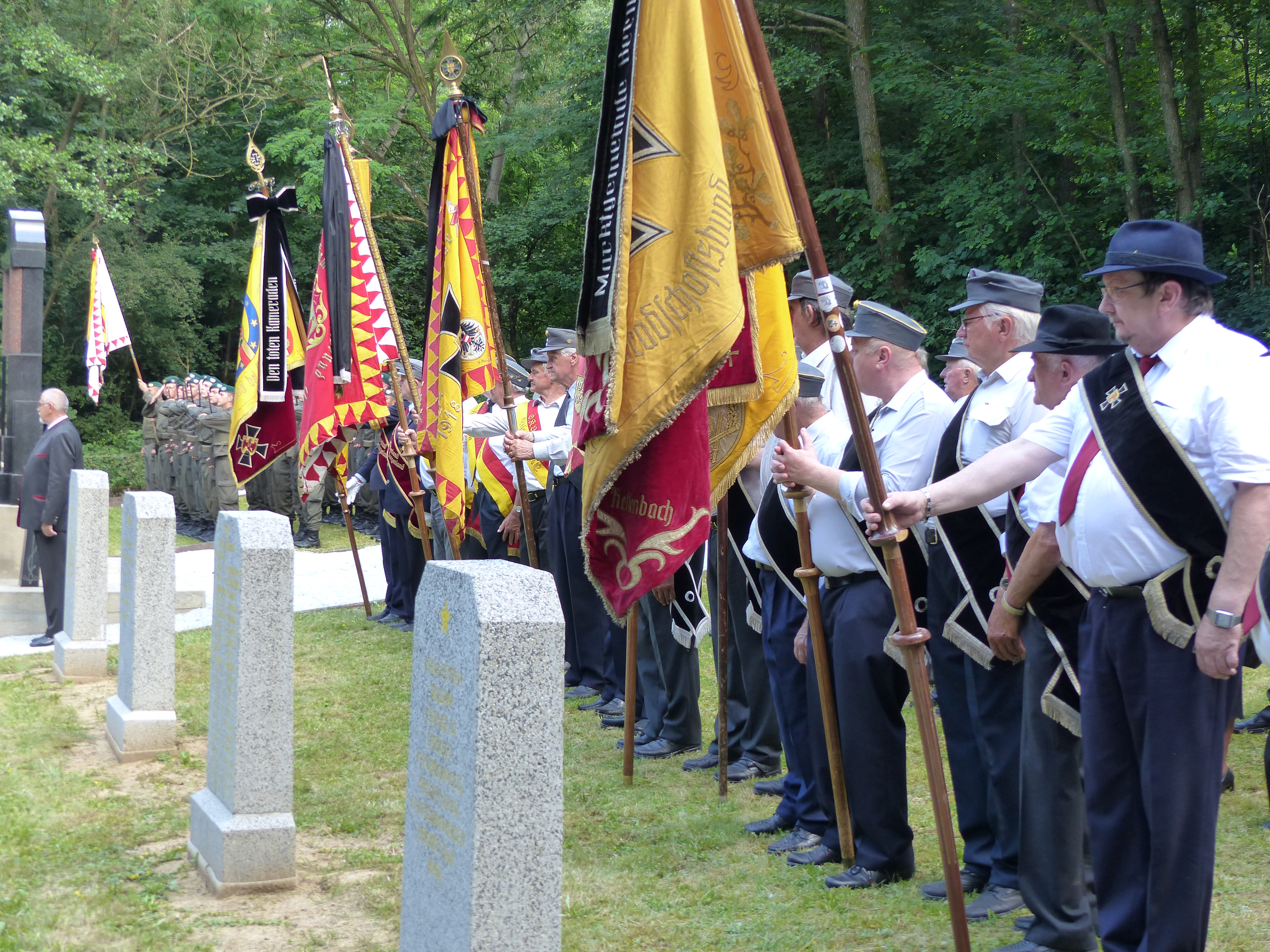
Abordnungen des Burgenländischen Kameradschaftsbundes und des Österreichischen Bundesheeres bei der Beisetzung von Angehörigen der Roten Armee auf dem Soldatenfriedhof von Oberwart.

Die Liste von Soldatenfriedhöfen in Österreich nennt Soldatenfriedhöfe nach Bundesländern untergliedert.
Die unterschiedliche Zahl der Soldatenfriedhöfe in den einzelnen Bundesländern erklärt sich nicht nur mit dem Umstand, dass etwa gegen Ende des Zweiten Weltkrieges in Ostösterreich heftiger gekämpft wurde als im Westen, sondern wie in den einzelnen Bundesländern mit den Grabstätten umgegangen worden war.
So wurden etwa in Niederösterreich die sterblichen Überreste der gefallenen Soldaten, die ursprünglich auf verschiedene Dorffriedhöfe verteilt waren, exhumiert und in neu angelegten Friedhöfen (je einer in jedem Viertel) gemeinsam bestattet. Aber speziell entlang der Südbahn, wo bei Kriegsende stark gekämpft wurde, sind noch über einhundert Russenfriedhöfe. Aber auch die verstorbenen Besatzungssoldaten oder deren Angehörige sind auf diesen bestattet. Die Erhaltung derer ist im Staatsvertrag geregelt. Finanziell ist das Innenministerium zuständig, während die Organisation dem Land Niederösterreich obliegt.
In der Steiermark wiederum sind die Gefallenen in den Ortsfriedhöfen bestattet, was dadurch natürlich eine entsprechend große Anzahl von Ortsnamen in dieser Liste hervorruft.
Die Soldatenfriedhöfe des Ersten Weltkrieges finden sich einerseits in Tirol und Kärnten, wo die Front gegen Italien verlief und andererseits am seinerzeitigen Standort von Kriegsgefangenenlagern oder Lazaretten.
Beispielsweise befindet sich in Mauthausen auf dem Areal eines für 25.000 Mann bestimmten Kriegsgefangenenlagers der größte Soldatenfriedhof in Oberösterreich. Der internationale Soldatenfriedhof Mauthausen wird auch Italienerfriedhof genannt und enthält mehrere tausend Gräber ausländischer, insbesondere italienischer und serbischer kriegsgefangener Soldaten aus dem Ersten und Zweiten Weltkrieg sowie KZ-Häftlinge.
Historische Friedhöfe bestehen oft nur noch aus einem Gedenkstein, der darauf hinweist, dass sich hier einst ein Friedhof oder Massengrab befunden hat.

## Erläuterungen zu den Tabellen
Spalte WK
- 1 Erster Weltkrieg
- 2 Zweiter Weltkrieg
- 1 2 sowohl Erster als auch Zweiter Weltkrieg

## Tabelle der Friedhöfe nach Bundesländern

### Burgenland
| Ort                                                    | Geo | WK | andere Kriege bzw. Anmerkungen |
| ------------------------------------------------------ | --- | -- | --- |
| Bad Tatzmannsdorf                                      |     | 2  | Russisches Massengrab auf dem Ortsfriedhof, belegt April–Mai 1945                                                                                         |
| Bruckneudorf                                           |     | 1  | Soldaten aus Österreich, Italien, Serbien, Russland, Ungarn, Montenegro und Rumänien                                                                      |
| Buchschachen (Markt Allhau)                            |     | 2  | Russisches Massengrab auf dem Ortsfriedhof, belegt April–Mai 1945                                                                                         |
| Deutsch Jahrndorf                                      |     | 2  | Russisches Massengrab auf dem Ortsfriedhof, belegt April 1945                                                                                             |
| Donnerskirchen                                         |     | 2  | Russisches Massengrab auf dem Ortsfriedhof, belegt 1945                                                                                                   |
| Eisenstadt                                             |     | 2  | Russische Soldatengrabstätte auf dem Stadtfriedhof, belegt 1945–1970 (mit Umbettungen)                                                                    |
| Frauenkirchen – Kriegsgefangenenfriedhof Frauenkirchen |     | 1  | |
| Frauenkirchen                                          |     | 2  | Russisches Massengrab auf dem Ortsfriedhof, belegt April 1945                                                                                             |
| Großhöflein                                            |     |    | Russisches Massengrab auf dem Ortsfriedhof, belegt 1945                                                                                                   |
| Großpetersdorf                                         |     | 2  | Russisches Massengrab auf dem Ortsfriedhof, belegt April–Mai 1945                                                                                         |
| Halbturn                                               |     | 2  | Russisches Massengrab auf dem Ortsfriedhof, belegt April 1945                                                                                             |
| Hornstein (Burgenland)                                 |     | 2  | Russisches Massengrab auf dem Ortsfriedhof, belegt April 1945                                                                                             |
| Illmitz                                                |     | 2  | Russisches Massengrab auf dem Ortsfriedhof, belegt 1945                                                                                                   |
| Kittsee                                                |     | 1  | 459 Kriegstote des Ersten Weltkriegs aus Ungarn, Rumänien, Polen, Russland, Tschechien, Jugoslawien, Österreich und den Niederlanden auf dem Ortsfriedhof |
| Kittsee                                                |     | 2  | 2 Grabsteine, sowjetische Militärangehörige, zwei Massengräber auf dem Ortsfriedhof, belegt 1945                                                          |
| Klingenbach                                            |     | 2  | Russisches Massengrab auf dem Ortsfriedhof, belegt 1945                                                                                                   |
| Loipersdorf-Kitzladen                                  |     | 2  | Russisches Massengrab neben dem Ortsfriedhof, belegt April 1945                                                                                           |
| Mattersburg                                            |     | 2  | Der Friedhof ist in 11 Blöcke aufgeteilt. Hier sind 2494 deutsche und 80 aus verschiedener Nationen begraben.                                             |
| Mönchhof                                               |     | 2  | Russisches Massengrab auf dem Ortsfriedhof, belegt April 1945                                                                                             |
| Neckenmarkt – Soldatenfriedhof Neckenmarkt             |     | 1  | |
| Neufeld an der Leitha                                  |     | 2  | Massengrab, belegt mit sowjetischen Militärangehörigen, belegt 1945 bis 1946                                                                              |
| Neusiedl am See                                        |     | 2  | Russisches Massengrab auf dem Ortsfriedhof, belegt April 1945                                                                                             |
| Neustift an der Lafnitz                                |     | 2  | Russisches Massengrab auf dem Ortsfriedhof, belegt April 1945                                                                                             |
| Nickelsdorf                                            |     | 2  | Fünf russische Massengräber und ein Einzelgrab auf dem Ortsfriedhof, belegt April 1945                                                                    |
| Oberpullendorf                                         |     | 2  | Eigenes russisches Soldaten-Massengrab, belegt April – Oktober 1945                                                                                       |
| Oberschützen                                           |     | 2  | Russisches Massengrab neben dem Ortsfriedhof, belegt April–Mai 1945                                                                                       |
| Oberwart                                               |     | 2  | Russenfriedhof, 200 m westlicht des städtischen Friedhofs, belegt 1945                                                                                    |
| Oggau am Neusiedler See                                |     | 2  | Vier russische Gemeinschaftsgräber auf dem Ortsfriedhof, belegt April 1945                                                                                |
| Pama                                                   |     | 2  | Russisches Massengrab auf dem Ortsfriedhof, belegt April 1945                                                                                             |
| Parndorf                                               |     | 2  | Kriegsgrab Ostarbeiter auf dem Ortsfriedhof, belegt 1944 bis 1945                                                                                         |
| Rudersdorf (Burgenland)                                |     | 2  | Russisches Massengrab auf dem Ortsfriedhof, belegt 1945 bis 1949                                                                                          |
| Rust (Burgenland)                                      |     | 2  | Russisches Massengrab auf dem Ortsfriedhof, belegt April 1945                                                                                             |
| Schützen am Gebirge                                    |     | 2  | Russisches Massengrab auf dem Ortsfriedhof, belegt April 1945                                                                                             |
| Siegendorf                                             |     | 2  | Russisches Massengrab auf dem Ortsfriedhof, belegt April 1945                                                                                             |
| Steinbrunn                                             |     | 2  | Russisches Massengrab auf dem Ortsfriedhof, belegt April 1945                                                                                             |
| Stotzing                                               |     | 2  | Russisches Massengrab auf dem Ortsfriedhof, belegt 1957 (Umbettung)                                                                                       |
| Weiden am See                                          |     | 2  | Russisches Massengrab und Einzelgrab auf dem Ortsfriedhof, belegt April 1945                                                                              |
| Wimpassing an der Leitha                               |     | 2  | Russisches Massengrab auf dem Ortsfriedhof, belegt 1945                                                                                                   |
| Zurndorf                                               |     | 2  | Ein russisches Massengrab und zwei Einzelgräber auf dem Ortsfriedhof, belegt April 1945                                                                   |

### Kärnten

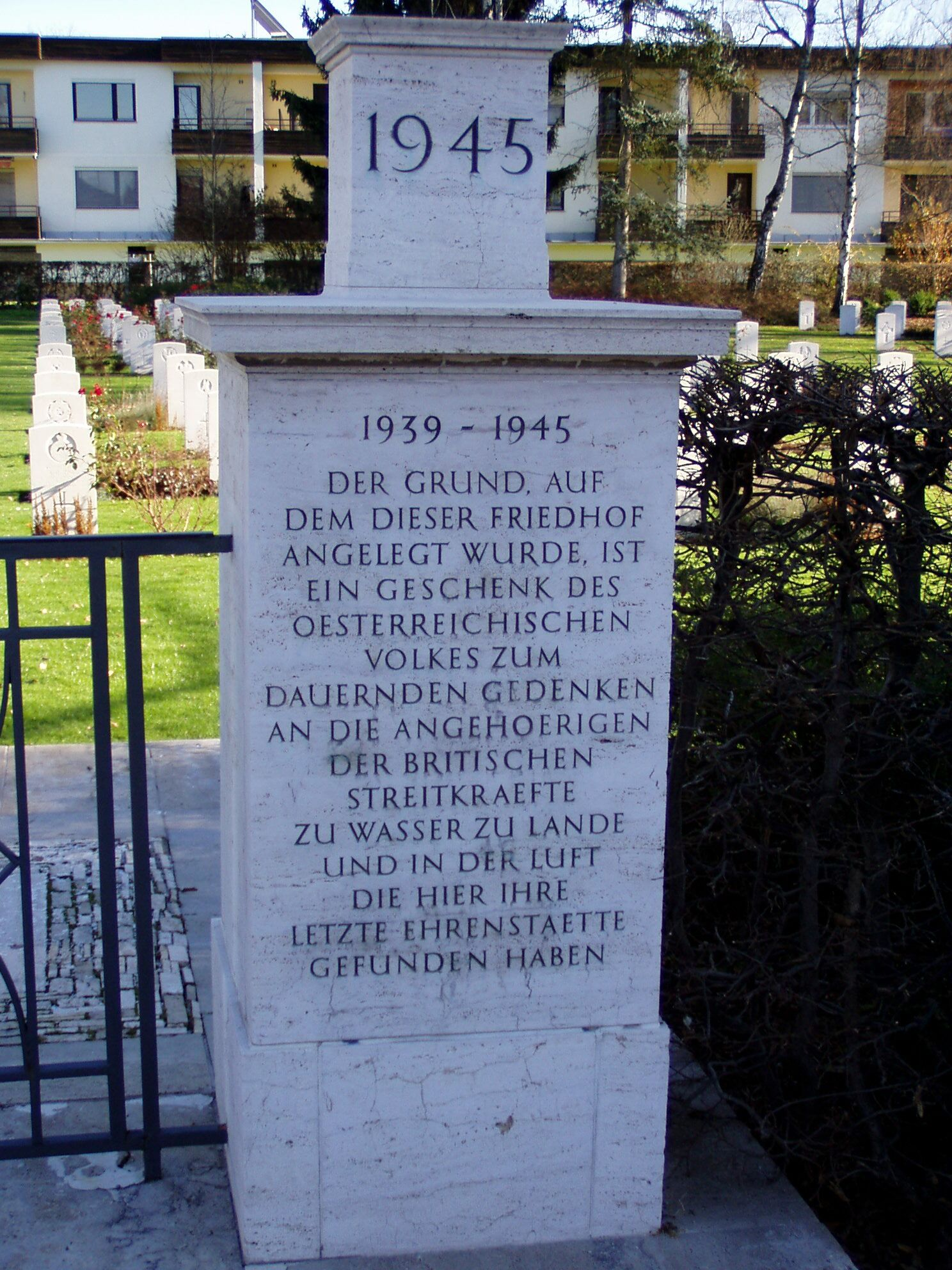
Inschrift am Eingangstor beim Commonwealth Kriegsfriedhof in Klagenfurt

| Ort                                                                     | Geo | WK  | andere Kriege bzw. Anmerkungen                                                                                  |
| ----------------------------------------------------------------------- | --- | --- | --- |
| Dellach (Gailtal)                                                       |     | 1   | |
| Klagenfurt – Zentralfriedhof Annabichl                                  |     | 1 2 | |
| Villach – Zentralfriedhof Villach                                       |     | 1 2 | Kärntner Abwehrkampf (1919)                                                                                     |
| Commonwealth Kriegsfriedhof in Klagenfurt (britischer Soldatenfriedhof) |     | 2   | |
| Kötschach-Mauthen, Mauthen                                              |     | 1   | Heldenfriedhof am Friedhof Mauthen                                                                              |
| Kötschach-Mauthen                                                       |     | 1   | Soldatenfriedhof Kreuztratte, 591 Tote des k.u.k. Feldjägerbataillon Nr. 8; an der Straße zum Plöckenpass       |
| Kötschach-Mauthen                                                       |     | 1   | Gedächtniskapelle und Beinhaus am Plöckenpass, Nähe Plöckenhaus                                                 |
| Kötschach-Mauthen, Angerbachtal Kamelrücken                             |     | 1   | 14 Tote des I.R. Nr. 21 Böhmen                                                                                  |
| Kötschach-Mauthen, Angerbachtal Kamelrücken                             |     | 1   | Gedächtniskapelle; 162 Tote des I.R. Nr. 30, der Soldatenfriedhof wurde mehrfach durch Lawinen zerstört         |
| Kötschach-Mauthen, Angerbachtal Freikofel                               |     | 1   | Ehrenmal für 224 gefallene Soldaten des I.R. Nr. 57, der Soldatenfriedhof wurde mehrfach durch Lawinen zerstört |
| Kötschach-Mauthen, Angerbachtal                                         |     | 1   | Soldatenfriedhof für 177 Tote des III. Baon I.R. Nr. 7                                                          |
| Kötschach-Mauthen, Angerbachtal                                         |     | 1   | Soldatenfriedhof mit 18 Einzelgräbern; II. Baon I.R. Nr. 7                                                      |
| Kötschach-Mauthen, Angerbachtal                                         |     | 1   | Soldatenfriedhof für 31 gefallene Soldaten des I. Baon I.R. Nr. 7                                               |
| Kötschach-Mauthen, Angerbachtal                                         |     | 1   | Soldatenfriedhof für 57 Tote; VII. Korps I.R. Nr. 39 und Nr. 46                                                 |
| Spittal an der Drau – Aich                                              |     | 2   | |
| Völkermarkt                                                             |     | 1 2 | |
| St. Johann im Lavanttal (Stalag XVIII-A)                                |     | 2   | |
| St. Veit an der Glan                                                    |     | 1 2 | |

### Niederösterreich

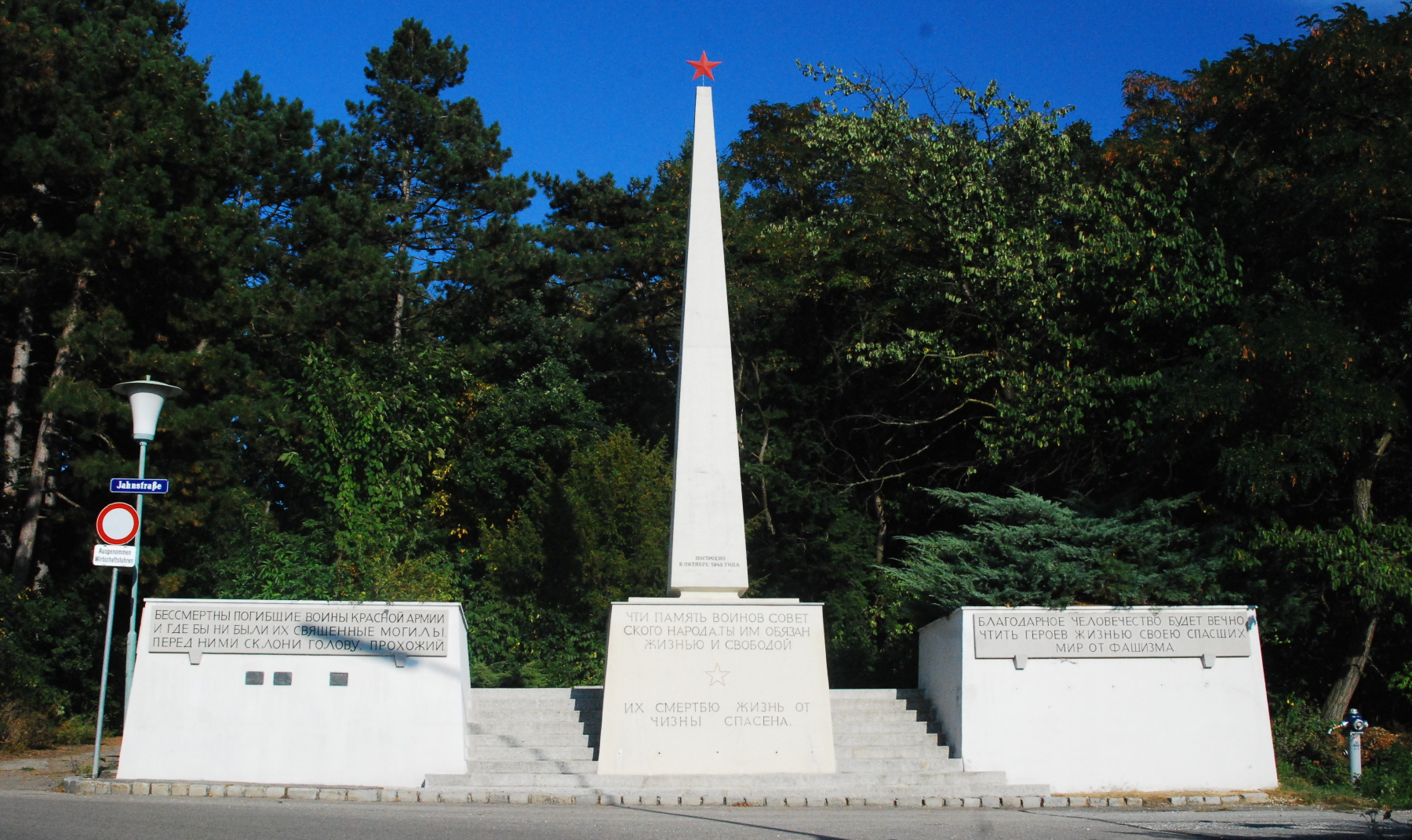
Sowjetisches Heldendenkmal mit Gräbern in Hollabrunn

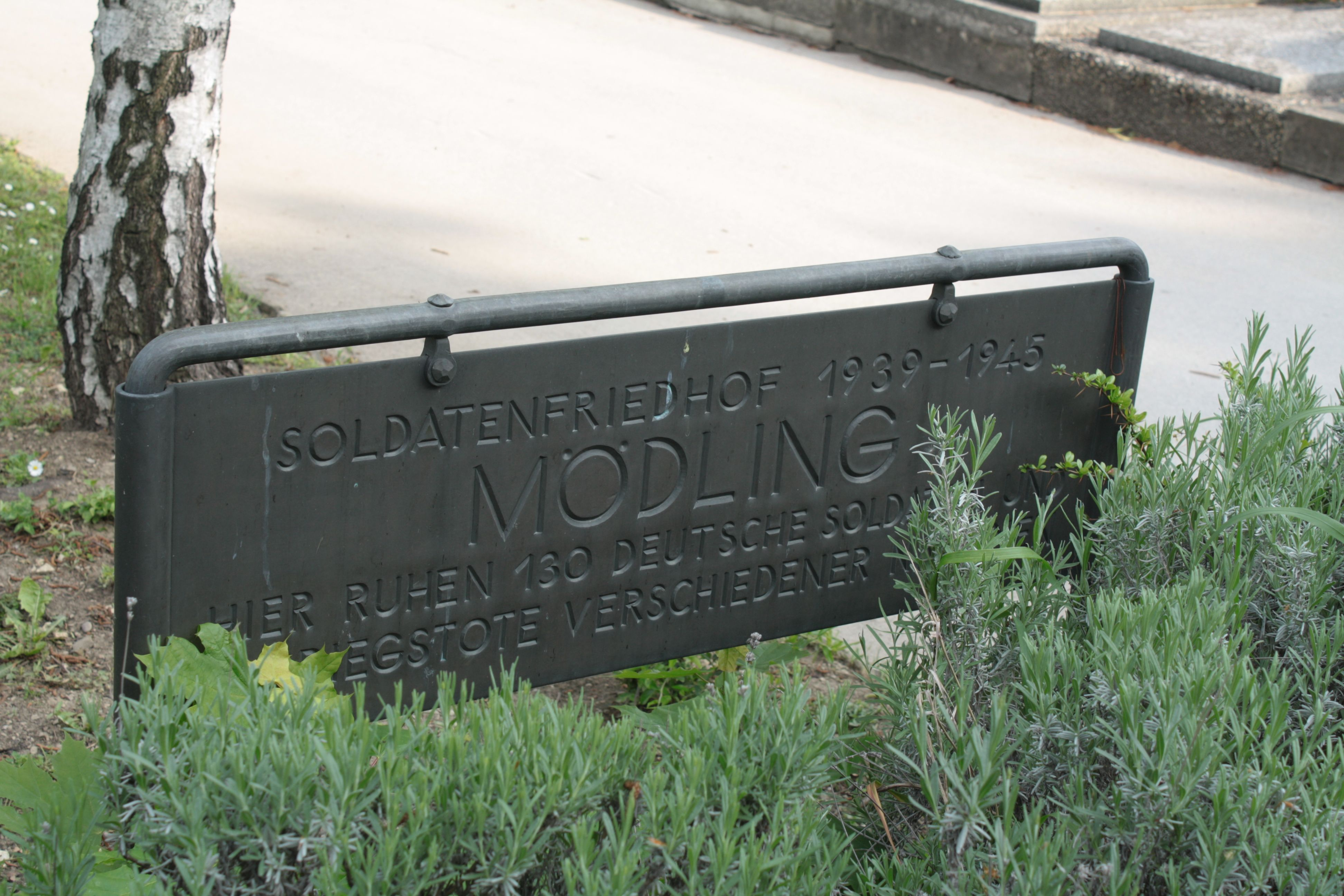
Soldatenfriedhof in Mödling

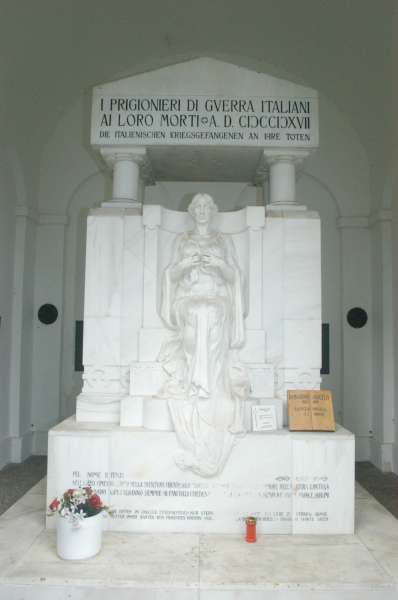
Soldatenfriedhof bei Sigmundsherberg

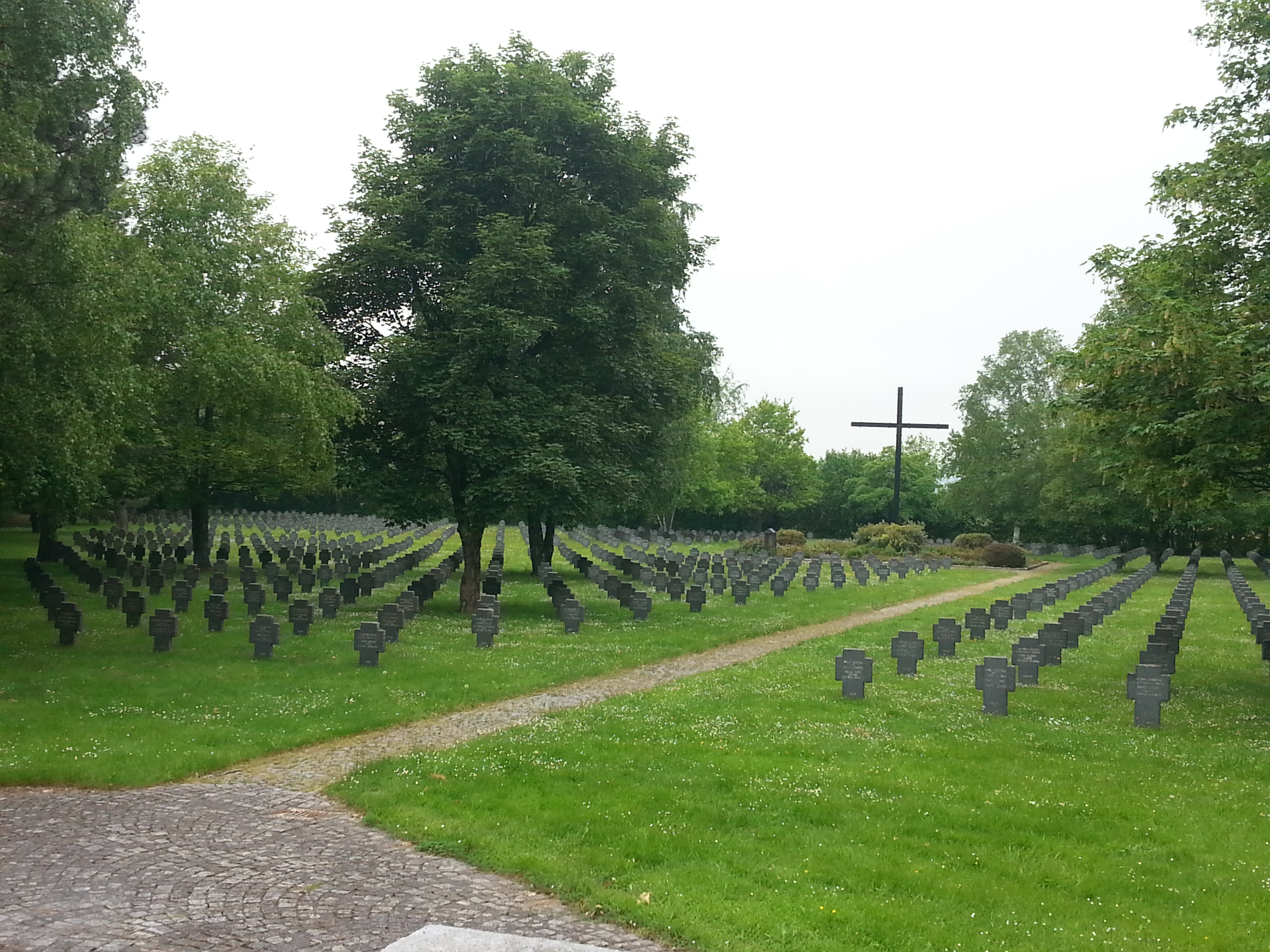
Soldatenfriedhof Allentsteig

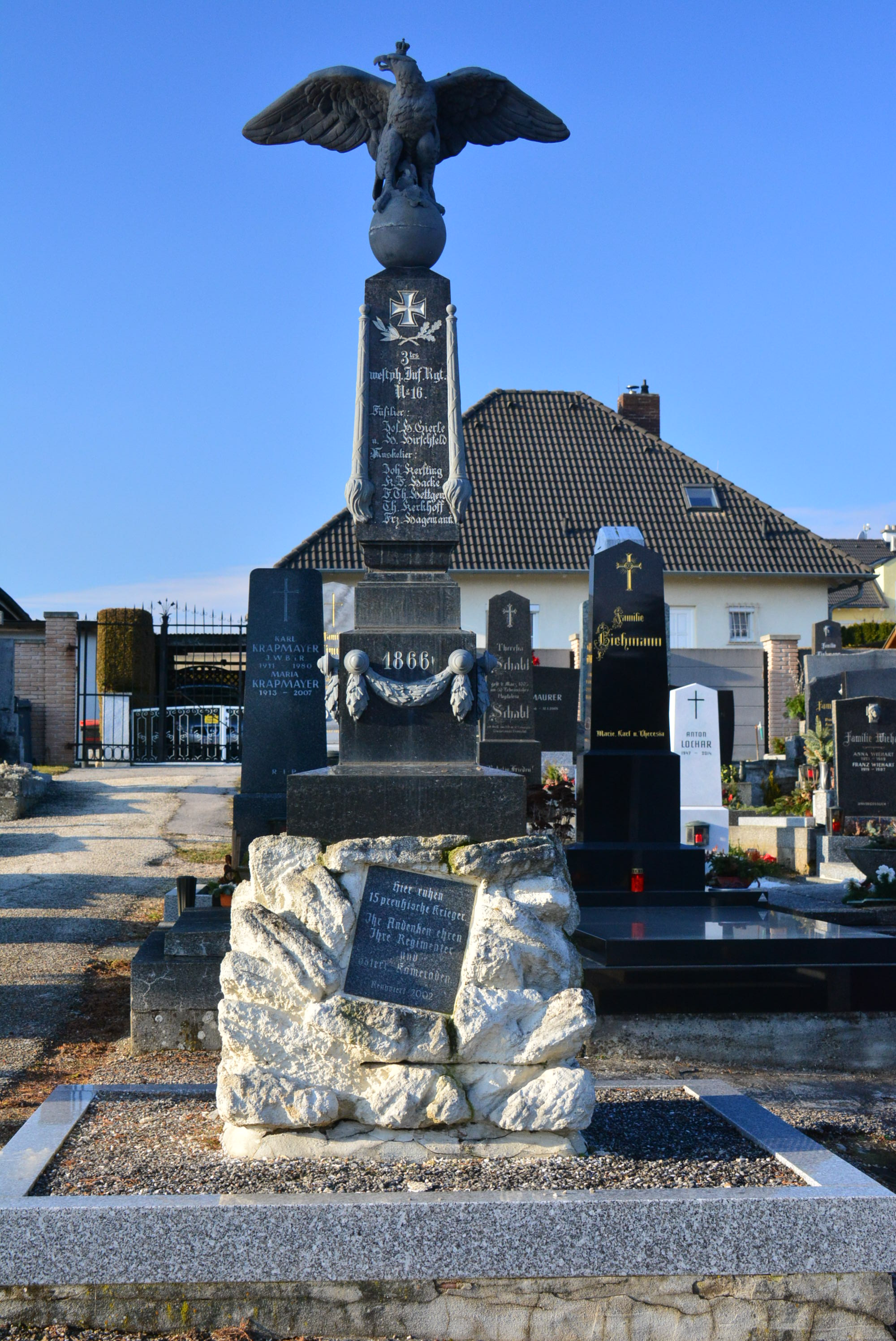
Preußengrab in Göllersdorf

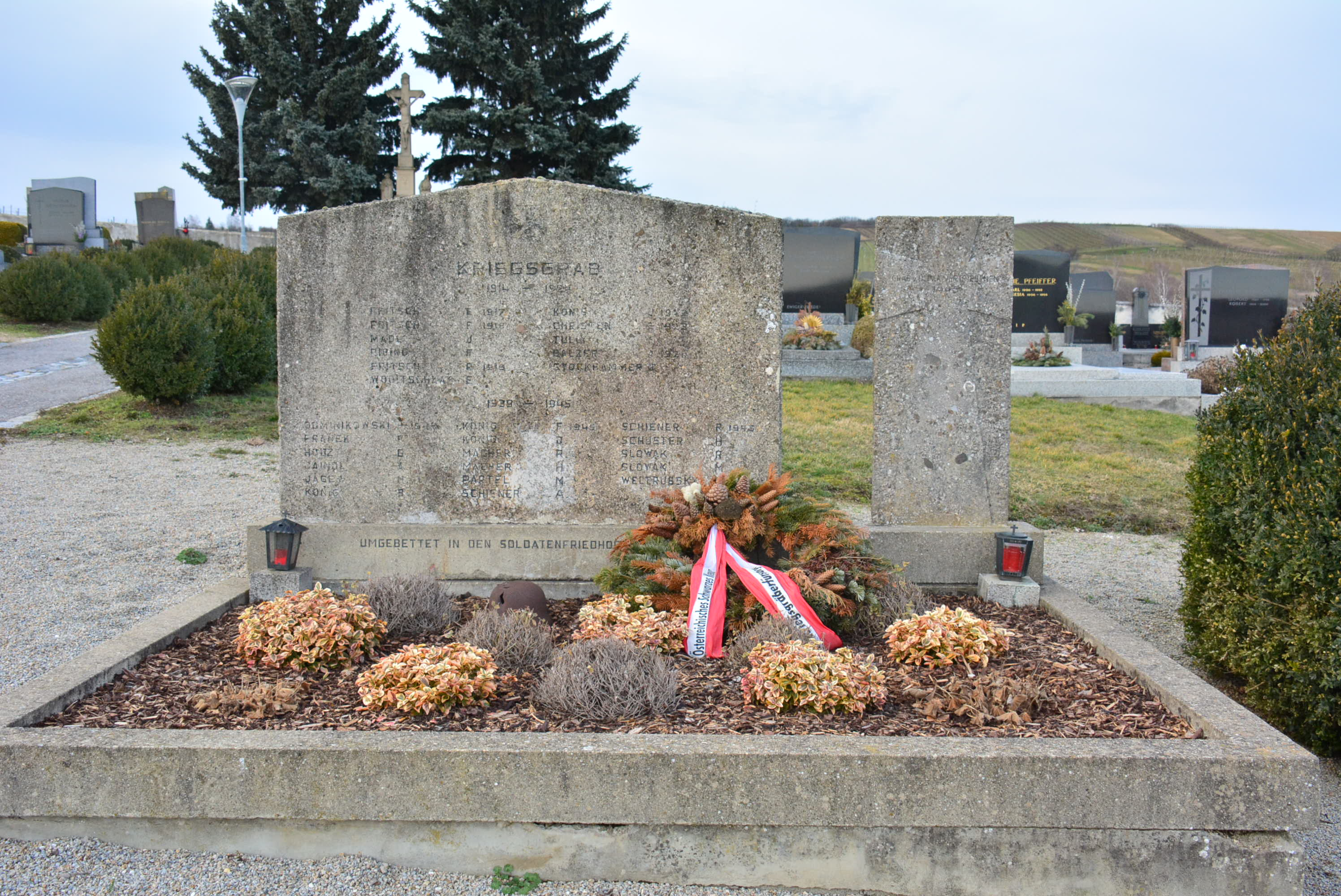
Tote des Ersten und Zweiten Weltkriegs und Opfer des Brünner Todesmarsches in Herrnbaumgarten

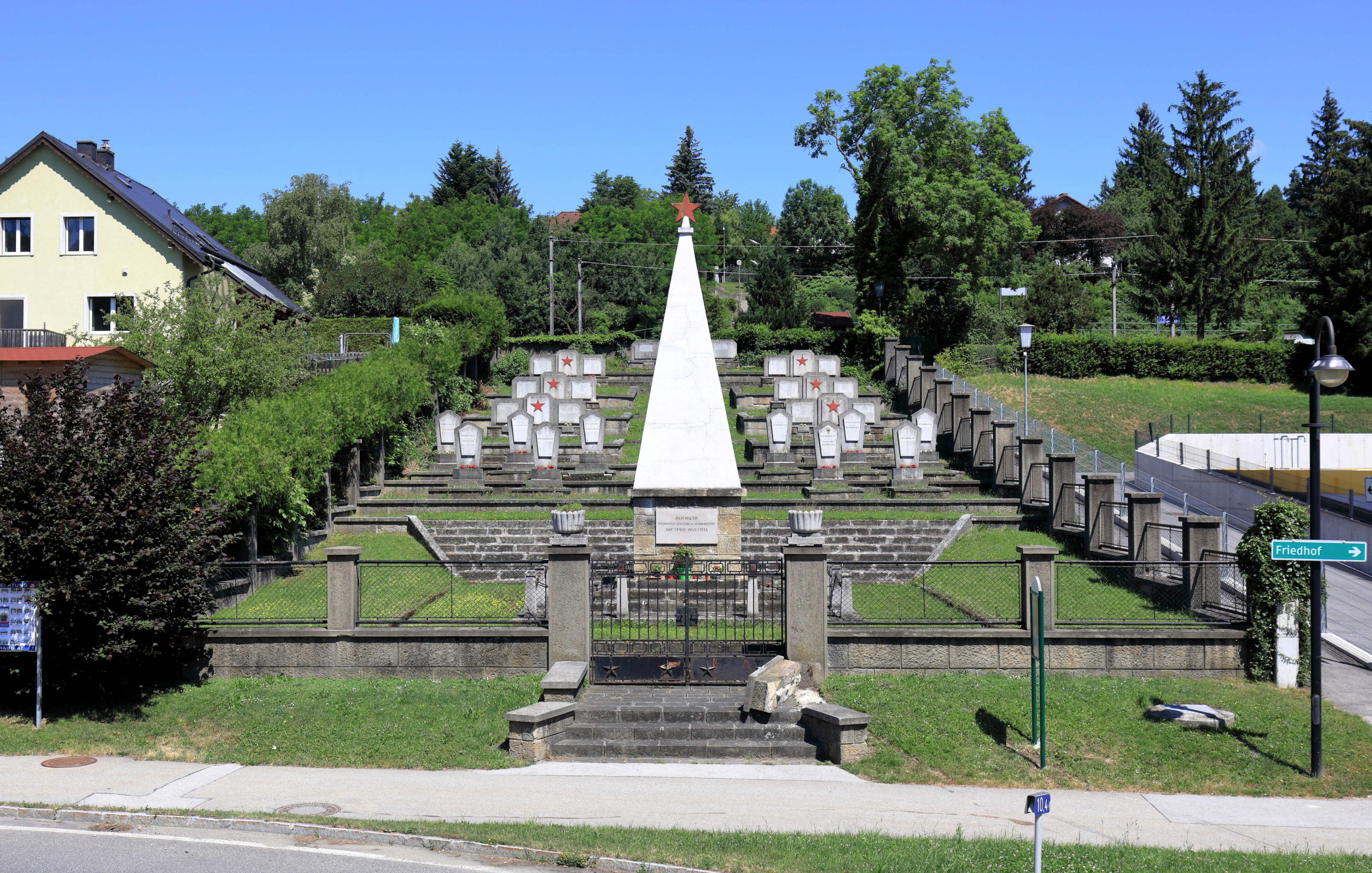
Sowjetischer Soldatenfriedhof in Pressbaum

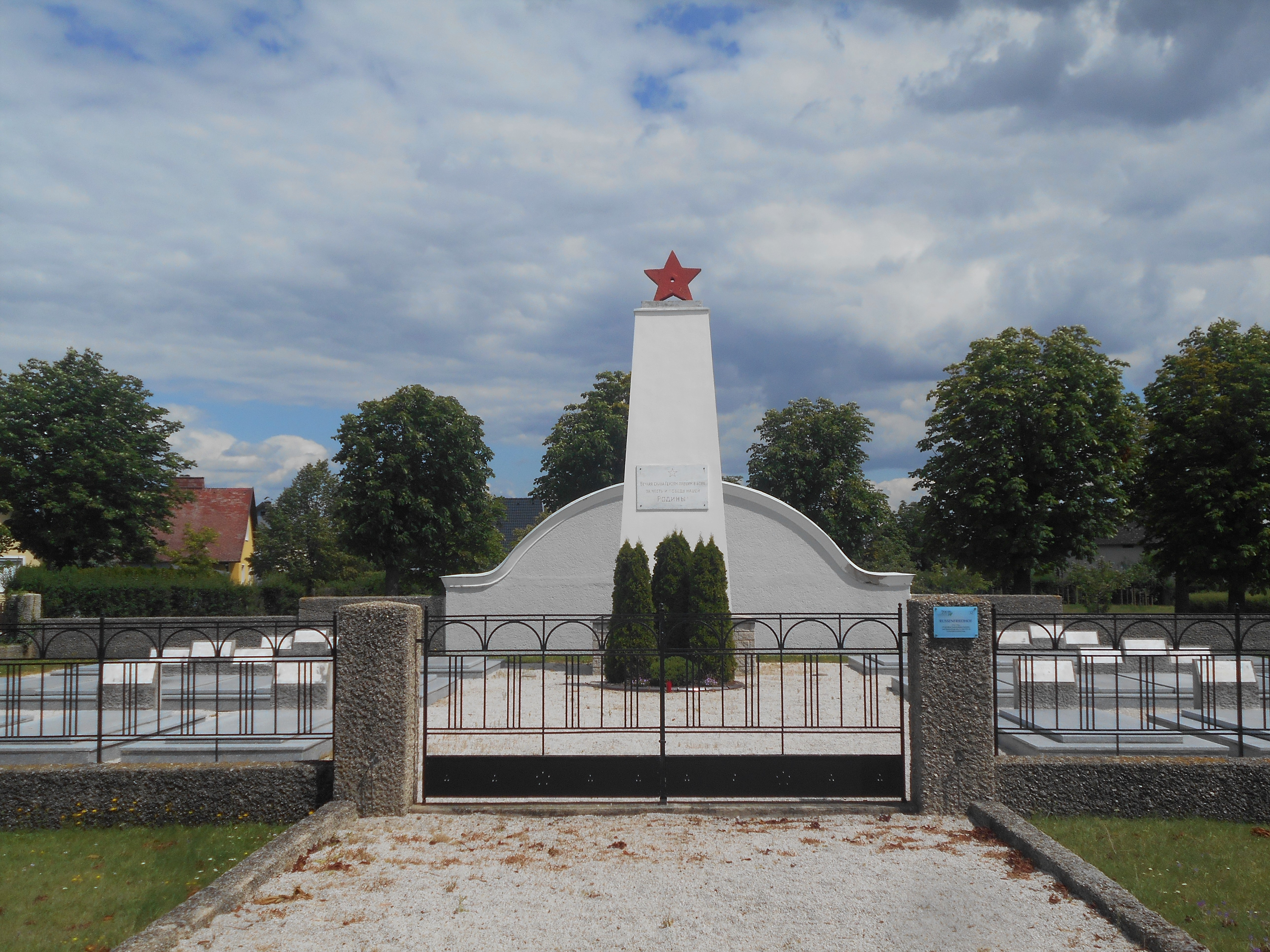
Sowjetischer Soldatenfriedhof in Leobersdorf

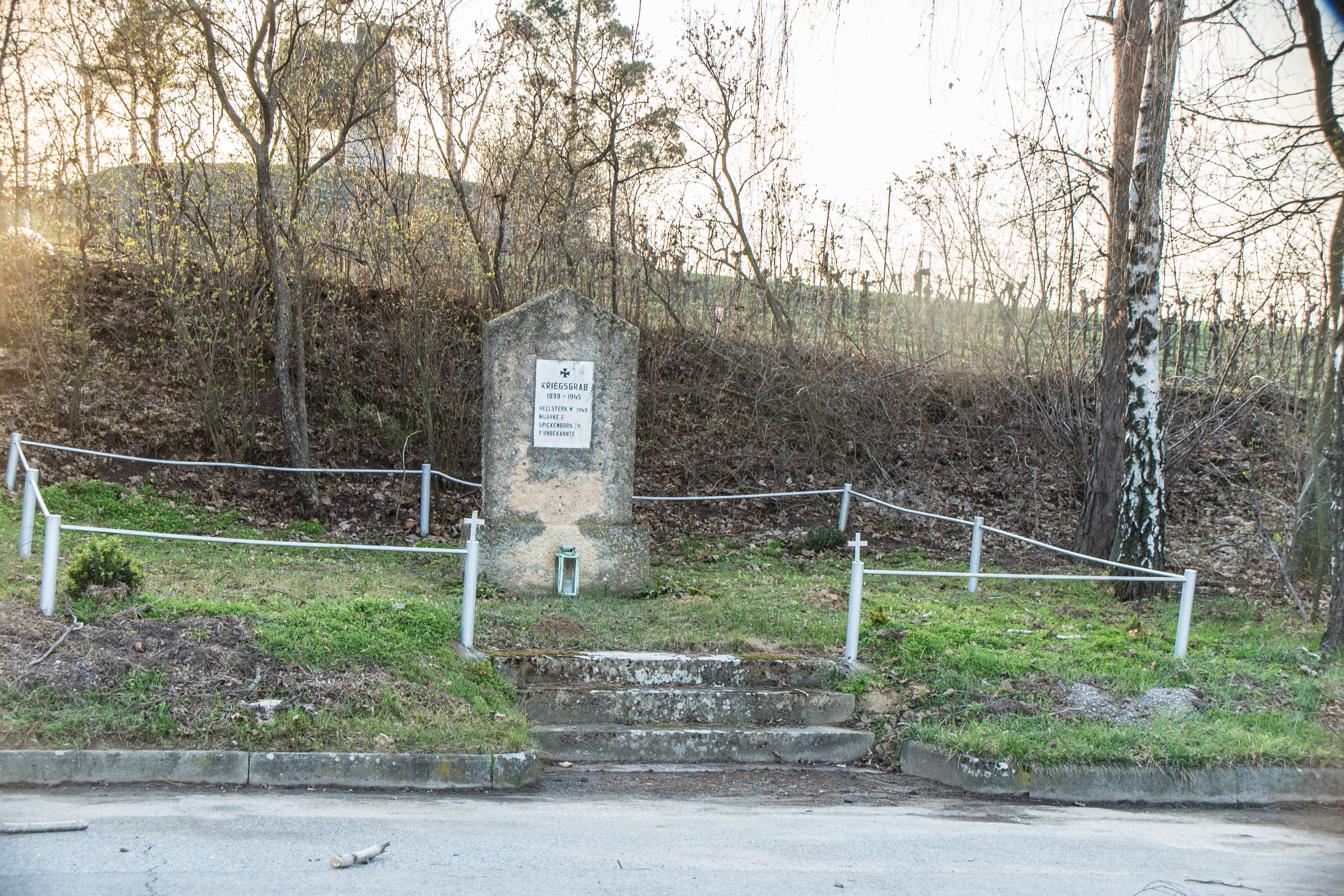
Kriegsgrab in Walterskirchen

| Ort                                          | Geo | WK  | andere Kriege bzw. Anmerkungen |
| -------------------------------------------- | --- | --- | --- |
| Achau                                        |     | 2   | Sowjetisches Massengrab |
| Allentsteig                                  |     | 2   | |
| Allentsteig                                  |     | 2   | 4 Massengräber, belegt zwischen 1945 und 1950, sowjetische Militärangehörige |
| Amstetten, Neuer Friedhof                    |     | 2   | 6 Massen- und 8 Einzelgräber, belegt zwischen 1945 und 1957 (mit Umbettungen), Umgestaltung 2015, sowjetische Militärangehörige |
| Asparn an der Zaya                           |     | 2   | 1 Massengrab, belegt 1945, sowjetische Militärangehörige |
| Asparn an der Zaya                           |     | 2   | Soldaten der deutschen Wehrmacht (vermutlich exhumiert) |
| Au am Leithaberge                            |     | 1 2 | Kriegsgrab mit 3 Kriegstoten des Ersten Weltkriegs sowie 15 unbekannten Gefallenen der Roten Armee aus dem Zweiten Weltkrieg |
| Bad Deutsch-Altenburg                        |     | 2   | Soldaten der deutschen Wehrmacht |
| Bad Vöslau                                   |     | 2   | 1 Massengrab, 60 Einzelgräber, belegt 1945 bis 1955, sowjetische Militärangehörige |
| Baden                                        |     | 1   | Mit einer Hecke umrahmter Friedhofsteil mit rund 550 gefallenen deutschen Soldaten |
| Baden                                        |     | 2   | 42 Massengräber, 188 Einzelgräber, belegt 1945 bis 1957 mit Umbettungen, sowjetische Militärangehörige |
| Berndorf                                     |     | 2   | 14 Massen- und 26 Einzelgräber, belegt zwischen 1945 und 1951, Renovierungsarbeiten 2016/2017, sowjetische Militärangehörige |
| Biedermannsdorf                              |     |     | Sachsengrab (1866) |
| Blumau                                       |     | 1 2 | |
| Breiteneich bei Horn                         |     |     | Preußenfriedhof (1866) |
| Bruck an der Leitha                          |     | 2   | 1 Massengrab, 15 Einzelgräber auf dem Stadtfriedhof, belegt zwischen 1945 und 1950, sowjetische Militärangehörige |
| Ebenfurth (Alleestraße)                      |     | 2   | 15 Einzelgräber, belegt mit sowjetischen Militärangehörigen |
| Ebenfurth (Friedhof)                         |     | 2   | belegt mit sowjetischen Militärangehörigen |
| Enzesfeld-Lindabrunn                         |     | 1 2 | österreichisch-ungarische Kriegstote des Ersten Weltkriegs sowie deutsche Kriegstote des Zweiten Weltkriegs |
| Enzesfeld-Lindabrunn                         |     | 2   | sowjetische Militärangehörige |
| Fallbach                                     |     | 2   | Soldaten der deutschen Wehrmacht |
| Glinzendorf                                  |     |     | (symbolisch für) französische Kriegstote von 1809 |
| Glinzendorf                                  |     | 2   | Soldaten der deutschen Wehrmacht |
| Gloggnitz                                    |     | 2   | neben dem Waldfriedhof, belegt mit sowjetischen Militärangehörigen, in der Mitte Denkmal, am Rand rundum Grabstellen mit einem Stein |
| Göllersdorf                                  |     |     | Preussisches Massengrab auf dem Friedhof (1866) |
| Grillenberg                                  |     | 2   | sowjetische Militärangehörige |
| Groß-Enzersdorf                              |     | 2   | sowjetische Militärangehörige, belegt von 1945 bis 1955, 16 Einzel- und 2 Massengräber |
| Gmünd                                        |     | 2   | 6 Gruppengräber, 1 Einzelgrab, belegt 1945, sowjetische Militärangehörige |
| Gumpoldskirchen                              |     | 2   | 1 Massengrab, belegt im April 1945, sowjetische Militärangehörige |
| Hainburg an der Donau                        |     | 2   | 1 Massengrab, belegt 1945–1953, sowjetische Militärangehörige |
| Hainburg an der Donau                        |     | 2   | Soldaten der deutschen Wehrmacht |
| Heiligeneich                                 |     | 1   | Angehörige der k.u.k.Armee auf dem Areal des Friedhofs von Heiligeneich bei Tulln |
| Heiligeneich                                 |     | 2   | Angehörige der deutschen Wehrmacht auf dem Areal des Friedhofs von Heiligeneich bei Tulln |
| Hernstein                                    |     | 2   | sowjetische Militärangehörige, ein Massengrab, belegt im April 1945 |
| Herrnbaumgarten                              |     | 1 2 | k.u.k Armee und Wehrmacht, gemeinsam mit Opfern des Brünner Todesmarsches |
| Herzogenburg                                 |     | 2   | sowjetische Militärangehörige, belegt 1945 und 1946 |
| Hinterbrühl                                  |     | 2   | belegt 1945, sowjetische Militärangehörige |
| Hirtenberg                                   |     | 2   | österreichisch-ungarische Kriegstote des Ersten Weltkriegs sowie deutsche Kriegstote des Zweiten Weltkriegs |
| Hollabrunn                                   |     | 2   | belegt 1945 bis 1952, entworfen von Roland Rainer, sowjetische Militärangehörige |
| Hollabrunn                                   |     | 1   | Angehörige der k.u.k Armee auf dem Friedhof |
| Horn                                         |     | 2   | 58 Einzelgräber, belegt 1945 bis 1954, sowjetische Militärangehörige |
| Jedenspeigen                                 |     | 2   | 33 im Jahr 1945 in Jedenspeigen gefallene und hier bestattete Soldaten der Wehrmacht; 1979 exhumiert und auf den Soldatenfriedhof Allentsteig überführt. |
| Klosterneuburg                               |     | 2   | 10 Einzelgräber, 1 Massengrab, belegt 1945 bis 1954, sowjetische Militärangehörige |
| Kottingbrunn                                 |     | 1 2 | Kriegsgrab mit Toten des Ersten und Zweiten Weltkriegs |
| Krems an der Donau                           |     | 1   | Angehörige der k.u.k. Armee auf einer symmetrisch zur Friedhofskapelle befindlichen zweiteiligen Anlage auf dem Areal des Friedhofs von Krems an der Donau |
| Krems an der Donau                           |     | 2   | eine von zwei Grabanlagen mit sowjetischen Militärangehörigen auf dem Friedhof von Krems an der Donau |
| Krems an der Donau                           |     | 2   | im Jahr 1941 verstorbene russische Kriegsgefangene und nach Kriegsende 1945 verstorbene Angehörige der Sowjetarmee |
| Laa an der Thaya                             |     | 2   | Einzelgräber, belegt im April und Mai 1945, sowjetische Militärangehörige |
| Laa an der Thaya                             |     | 1 2 | 12 während des Ersten Weltkriegs in Laa an der Thaya verstorbene Soldaten der k.u.k Armee; 1945 in Laa an der Thaya gefallene und hier bestattete Soldaten der Wehrmacht; 1979 exhumiert und auf den Soldatenfriedhof Allentsteig überführt. |
| Ladendorf                                    |     | 2   | Massengrab, belegt im Mai 1945, 31 sowjetische Soldaten und 5 Unbekannte |
| Ladendorf                                    |     | 2   | Massengrab, Wehrmacht |
| Langegg                                      |     | 1 2 | österreichisch-ungarische Kriegstote des Ersten Weltkriegs sowie deutsche Kriegstote des Zweiten Weltkriegs |
| Laxenburg                                    |     | 2   | 1 Massengrab, belegt im April 1945, sowjetische Militärangehörige |
| Leobendorf                                   |     | 2   | belegt 1945, sowjetische Militärangehörige (keine näheren Angaben über die Anzahl) |
| Leobendorf                                   |     | 2   | belegt 1945, deutsche Militärangehörige |
| Leobersdorf                                  |     | 2   | 8 Einzelgräber, 4 Massengräber, belegt 1945, sowjetische Militärangehörige |
| Lilienfeld                                   |     | 2   | 1 Massengrab mit 247 Toten, belegt 1945, sowjetische Militärangehörige |
| Marchegg                                     |     |     | Preussisches Offiziersgrab auf dem Ortsfriedhof (1866) |
| Marchegg                                     |     | 2   | belegt 1945/46, sowjetische Militärangehörige |
| Marchegg                                     |     | 1   | k.u.k Armee |
| Margarethen am Moos                          |     | 2   | Russisches Kriegsgrab am Ortsfriedhof |
| Maria Enzersdorf am Gebirge                  |     | 2   | Ein russisches Massengrab und drei Einzelgräber m Romantikerfriedhof, belegt 1945 bis 1946 |
| Mistelbach                                   |     | 2   | 918 sowjetische Militärangehörige zwischen 1945 und 1957. |
| Mitterndorf an der Fischa                    |     |     | Sachsengrab 1866 |
| Mitterndorf an der Fischa                    |     | 1 2 | österreichisch-ungarische Kriegstote des Ersten Weltkriegs sowie deutsche Kriegstote des Zweiten Weltkriegs |
| Mitterndorf an der Fischa                    |     | 2   | Sowjetisches Massengrab |
| Mödling                                      |     | 1   | Angehörige der k.u.k. Armee, mit Denkmal für die Gefallenen beider Weltkriege |
| Mödling                                      |     | 2   | deutsche Wehrmacht |
| Mödling                                      |     | 2   | 32 Massengräber, 188 Einzelgräber, belegt 1945 bis 1955, sowjetische Militärangehörige |
| Münchendorf                                  |     | 2   | 1 Massengrab, belegt im April 1945, sowjetische Militärangehörige |
| Neulengbach                                  |     | 2   | Wehrmacht |
| Neulengbach                                  |     | 2   | 14 Massengräber, 163 Einzelgräber, belegt April bis Juli 1945, sowjetische Militärangehörige |
| Neunkirchen                                  |     | 2   | |
| Oberwölbling – Soldatenfriedhof Oberwölbling |     | 2   | Hier haben 4059 Gefallene des Zweiten Weltkriegs aus 362 niederösterreichischen Gemeinden ihre letzte Ruhe gefunden. |
| Perchtoldsdorf                               |     | 1 2 | Gräber mit Toten des Ersten und Zweiten Weltkrieges, aber auch einem 1935 Verstorbenen |
| Perchtoldsdorf                               |     | 2   | Zwei Massengräber und ein Einzelgrab, belegt zwischen 1945 und 1946 |
| Petronell-Carnuntum                          |     | 2   | Massengrab, belegt im Mai 1945, sowjetische Militärangehörige |
| Poysdorf                                     |     |     | Französisches Massengrab an der Brünner Straße (1805 und 1809) |
| Poysdorf                                     |     |     | Preussisches Massengrab an der Brünner Straße (1866) |
| Poysdorf                                     |     | 1 2 | österreichisch-ungarische Kriegstote des Ersten Weltkriegs sowie deutsche Kriegstote des Zweiten Weltkriegs |
| Poysdorf                                     |     | 2   | 5 russische Soldaten, einer davon unbekannt, wurden im April 1945 hier begraben. |
| Pottschach (Russenfriedhof)                  |     | 2   | |
| Pressbaum                                    |     | 2   | Sieben Massen- und elf Einzelgräber, belegt 1945, sowjetische Militärangehörige |
| Pulkau                                       |     | 2   | Soldaten der deutschen Wehrmacht |
| Retz                                         |     |     | Massengrab im Bereich des sogenannten Franzosenkreuzes in Retz mit vermutlich bis zu 2300 Toten, vor allem von der Schlacht bei Znaim |
| Retz                                         |     | 1 2 | Soldatenfriedhof für Kriegstote beider Weltkriege nahe der Retzer Windmühle |
| Retz                                         |     | 1   | Kriegsgrab mit Kriegstoten des Ersten Weltkriegs auf dem Friedhof der Stadt Retz |
| Retz                                         |     | 2   | Kriegsgrab für Kriegstote des Zweiten Weltkriegs auf dem Friedhof der Stadt Retz. 1978 wurden die sterblichen Überreste auf den neuen Soldatenfriedhof Retz verlegt. |
| Reingers                                     |     | 1 2 | österreichisch-ungarische Kriegstote des Ersten Weltkriegs sowie deutsche Kriegstote des Zweiten Weltkriegs |
| Schrick (Gemeinde Gaweinstal)                |     | 2   | 18 sowjetische Kriegsteilnehmer in einem Grab am Ortsfriedhof |
| Sigmundsherberg Kriegsgefangenenlager        |     | 1   | Laut dem aktualisierten Gedenkstein beim Eingang zum Kriegsgefangenenfriedhof Sigmundsherberg-Rodingersdorf aus dem Ersten Weltkrieg wurden hier 2363 Italiener, 75 Russen, 9 Serben, 9 Montenegriner, 8 Rumänen sowie 29 österreichisch-ungarische Angehörige des Wachpersonals beigesetzt.                                                     |
| Sigmundsherberg                              |     | 2   | Wehrmachtssoldaten |
| Sittendorf                                   |     | 2   | 1 Massengrab, belegt 1945, sowjetische Militärangehörige |
| Sommerein                                    |     | 1 2 | Kriegstote des Ersten und Zweiten Weltkriegs |
| Sommerein                                    |     | 2   | sowjetische Militärangehörige |
| Sommerein                                    |     | 2   | Lagerfriedhof des Stalag 17a mit mehr als 12.000 Toten. "In dieser Kriegsgräberanlage ruhen über 10.000 Sowjetsoldaten sowie Polen, Bulgaren, Jugoslawen, Rumänen, Franzosen, Italiener, Belgier, Engländer, Amerikaner, Volksdeutsche Flüchtlinge und Personen unbekannter Nationalität.” (Inschrift auf einem Gedenkstein beim Friedhofskreuz) |
| Spillern                                     |     | 2   | Kriegerdenkmal für Gefallene des Ersten Weltkriegs, Grabstätte von Niney Maurice (?), Grabstätte von sechs unbekannten Serben und Grabstätte von Wehrmachtssoldaten (exhumiert) |
| Sankt Georgen am Steinfelde                  |     | 1   | |
| Sankt Pölten                                 |     | 2   | sechs Massen- und 225 Einzelgräber, belegt zwischen 1945 und 1955 |
| St. Valentin                                 |     | 2   | Angehörige der deutschen Wehrmacht |
| St. Valentin                                 |     | 2   | Sowjetisches Massengrab |
| Steinebrunn                                  |     | 2   | deutsche Kriegstote des Zweiten Weltkriegs |
| Stockerau                                    |     | 2   | 3 Massengräber, 28 Einzelgräber, belegt von 1945 bis 1957 (mit Umbettungen), sowjetische Militärangehörige |
| Strasshof an der Nordbahn                    |     | 2   | Kriegerdenkmal von Strasshof an der Nordbahn und Grabstätte von neun Gefallenen |
| Strasshof an der Nordbahn                    |     | 2   | sowjetische Militärangehörige |
| Thaya                                        |     | 1   | Bestattungen aus dem Ersten und Zweiten Weltkrieg ohne nähere Angaben auf dem Friedhof von Thaya |
| Traiskirchen                                 |     | 2   | belegt von 1945 bis 1955, sowjetische Militärangehörige |
| Trumau                                       |     | 2   | 1 Massengrab, belegt im April 1945, sowjetische Militärangehörige |
| Tulln an der Donau                           |     | 1   | Angehörige der rumänischen Armee |
| Tulln an der Donau                           |     | 2   | 4 Einzelgräber und zwei Massengräber, belegt 1945 bis 1946, 152 sowjetische Militärangehörige |
| Vösendorf                                    |     | 1   | 1 Massengrab, belegt zwischen 1915 und 1920 mit Angehörigen der österreichisch-ungarischen Armee |
| Vösendorf                                    |     | 2   | 1 Massengrab, belegt im April 1945, sowjetische Militärangehörige |
| Waidhofen an der Thaya                       |     | 2   | 30 individuelle Gräber, belegt zwischen 1945 und 1948, sowjetische Militärangehörige |
| Walterskirchen                               |     | 2   | 3 namentlich genannte und sieben unbekannte neben der Landesstraße am Ortsausgang von Walterskirchen |
| Weinsteig                                    |     | 2   | 28 sowjetische Militärangehörige von 1945 |
| Wiener Neudorf                               |     | 2   | Drei russische Massengräber und zwei Einzelgräber am Ortsfriedhof, belegt April–Mai 1945 |
| Wiener Neustadt                              |     | 2   | Sowjetischer Soldatenfriedhof im Wiener Neustädter Stadtfriedhof |
| Wilfersdorf                                  |     |     | Preussisches Massengrab auf dem Friedhof (1866) |
| Wilfersdorf                                  |     | 1 2 | k.u.k Armee und Wehrmacht auf dem Friedhof |
| Wilhelmsburg (Niederösterreich)              |     | 2   | Soldatenfriedhof, vier russische Massengräber und 27 Einzelgräber, belegt 1945 bis 1947 |
| Wolkersdorf im Weinviertel                   |     | 1 2 | k.u.k Armee und Wehrmacht. 1976 exhumiert und auf dem Soldatenfriedhof Retz neu beigesetzt |
| Wullersdorf                                  |     | 2   | Elf Soldaten der Wehrmacht, vermutlich exhumiert und auf dem Soldatenfriedhof in Retz erneut beigesetzt |
| Zwentendorf an der Donau                     |     | 1   | Angehörige der rumänischen Armee auf dem sogenannten Rumänenfriedhof |
| Zwentendorf an der Donau                     |     | 1 2 | k.u.k Armee und Wehrmacht. 1981 exhumiert und auf dem Soldatenfriedhof Oberwölbling neu beigesetzt |
| Zwettl-Niederösterreich                      |     | 2   | 52 Einzelgräber, belegt 1945/46, sowjetische Militärangehörige |

### Oberösterreich

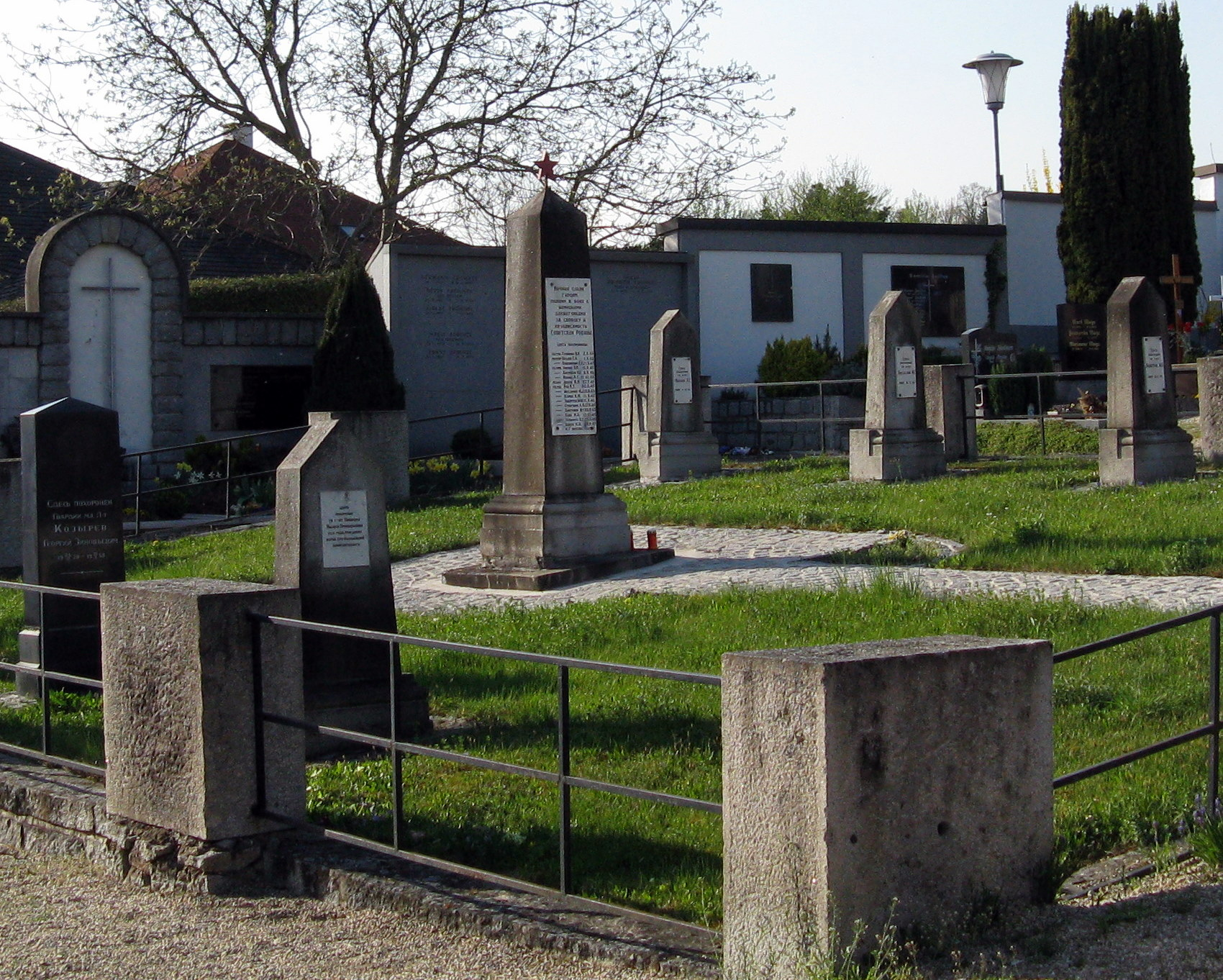
Sowjetischer Soldatenfriedhof in Perg

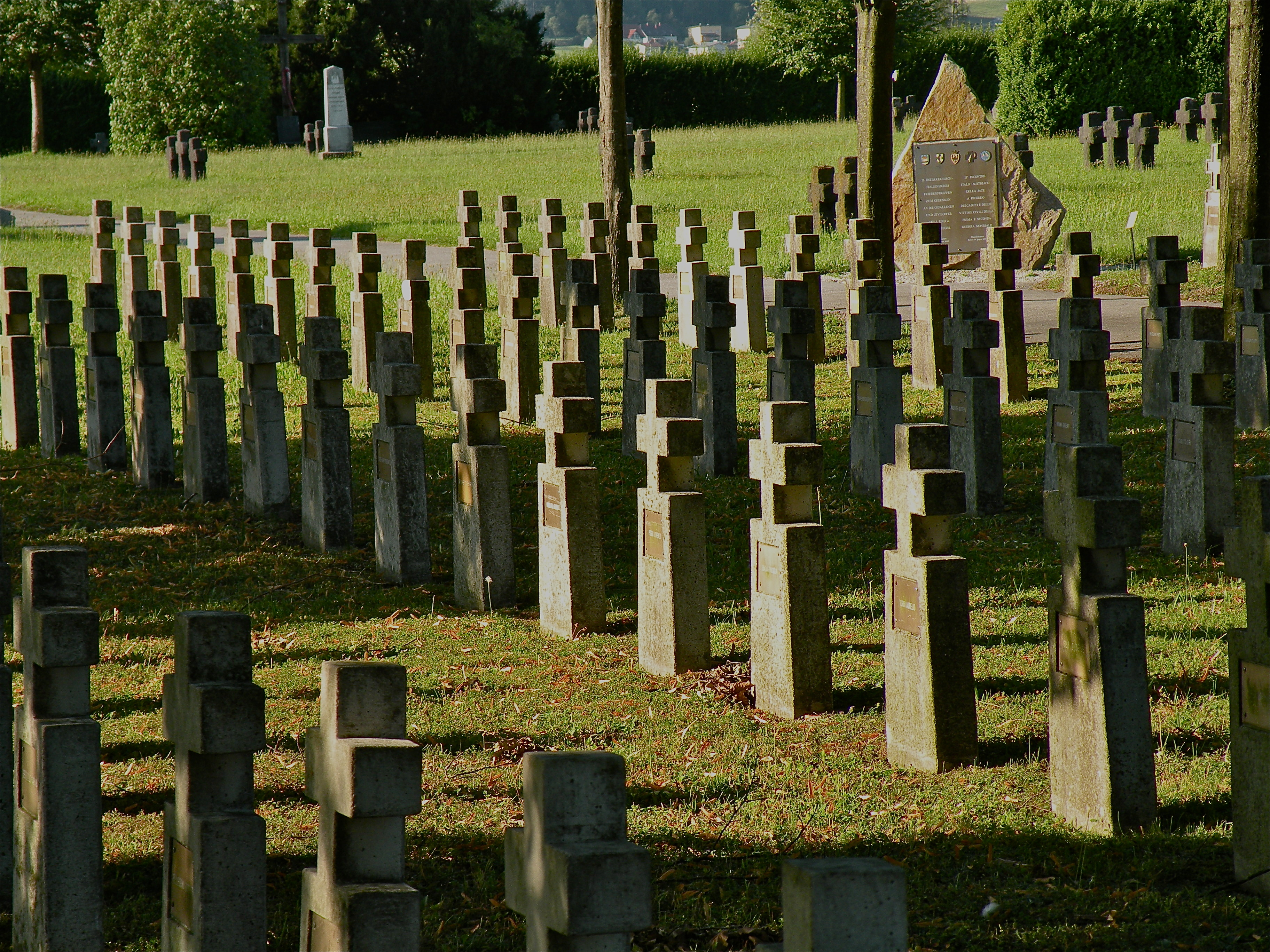
Soldatenfriedhof in Mauthausen

| Ort                                           | Geo | WK  | andere Kriege bzw. Anmerkungen |
| --------------------------------------------- | --- | --- | --- |
| Braunau                                       |     | 1 2 | |
| Feldkirchen                                   |     |     | Franzosenkriege 1800–1809 |
| Freistadt – Jaunitzbachtal                    |     | 1 2 | |
| Freistadt – Sowjetrussischer Soldatenfriedhof |     | 2   | Im Norden der Stadt ist ein kleiner Friedhof mit verstorbenen sowjetischen Soldaten der Besatzungszeit 1945 bis 1955. Der Friedhof umfasst 68 Gräber, davon sind 20 ohne Namen und Sterbedatum. |
| Gmunden                                       |     | 2   | Abteilung am städtischen Friedhof, in den lokalen Lazaretten Verstorbene |
| Hartkirchen                                   |     | 1 2 | |
| Klaus an der Pyhrnbahn (Ortsfriedhof)         |     | 2   | |
| Lambach                                       |     |     | Franzosenkriege 1800–1809 |
| Linz – Wegscheid                              |     | 1 2 | |
| Linz – St. Barbara-Friedhof                   |     | 2   | |
| Linz – St. Martin                             |     | 2   | Die „Gedenkstätte für gefallene Sowjetsoldaten 1941–1945“ auf dem Stadtfriedhof Linz/St. Martin in Traun umfasst einen Soldatenfriedhof für circa 1100 Sowjetsoldaten.                          |
| Linz – Urfahr (Waldfriedhof)                  |     | 1 2 | |
| Mauthausen                                    |     | 1 2 | |
| Perg am Friedhof bei der Kalvarienbergkirche  |     | 2   | |
| Sipbachzell                                   |     |     | Franzosenkriege 1800–1809 |
| Vöcklabruck                                   |     | 1 2 | |
| Weißenbachtal                                 |     | 2   | 2 Einzelgräber im Gelände |

### Salzburg

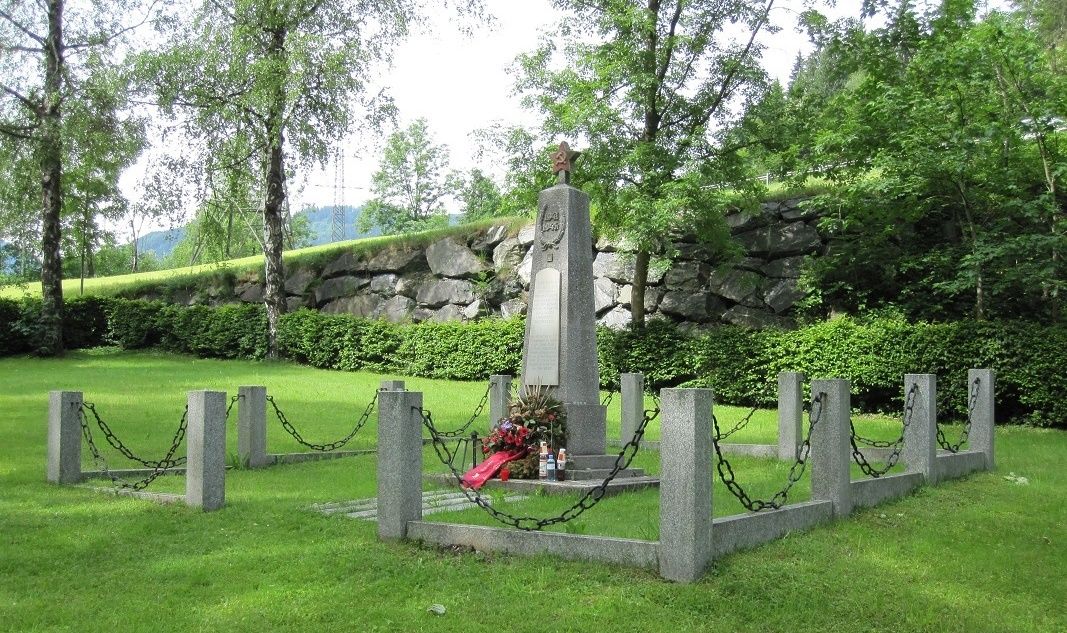
Russisches Ehrenmal in St. Johann im Pongau

| Ort                                  | Geo | WK | andere Kriege bzw. Anmerkungen                                                    |
| ------------------------------------ | --- | -- | --------------------------------------------------------------------------------- |
| Grödig Russenfriedhof                |     | 1  | Ungefähr 3.800 Personen sind auf dem Friedhof begraben.                           |
| Lend                                 |     | 2  |                                                                                   |
| Leopoldskron im Hans-Donnenberg-Park |     |    | 30 Grabkreuze, hauptsächlich vom Salzburger Hausregiment Erzherzog Rainer Nr. 59. |
| St. Johann im Pongau Russenfriedhof  |     | 2  | circa 4000 verstorbene Kriegsgefangene.                                           |

### Steiermark

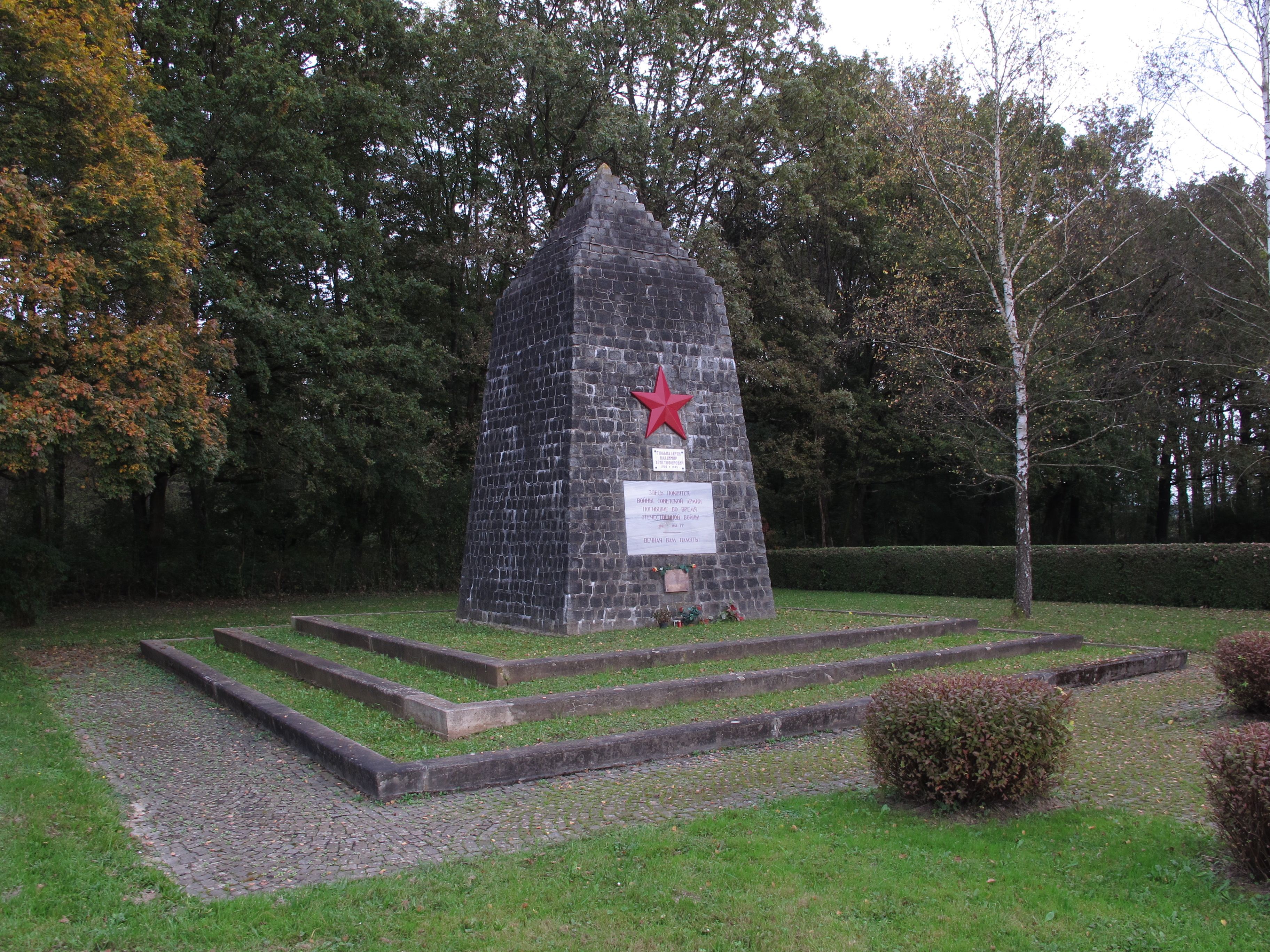
Sowjetische Kriegsgräberanlage Fürstenfeld

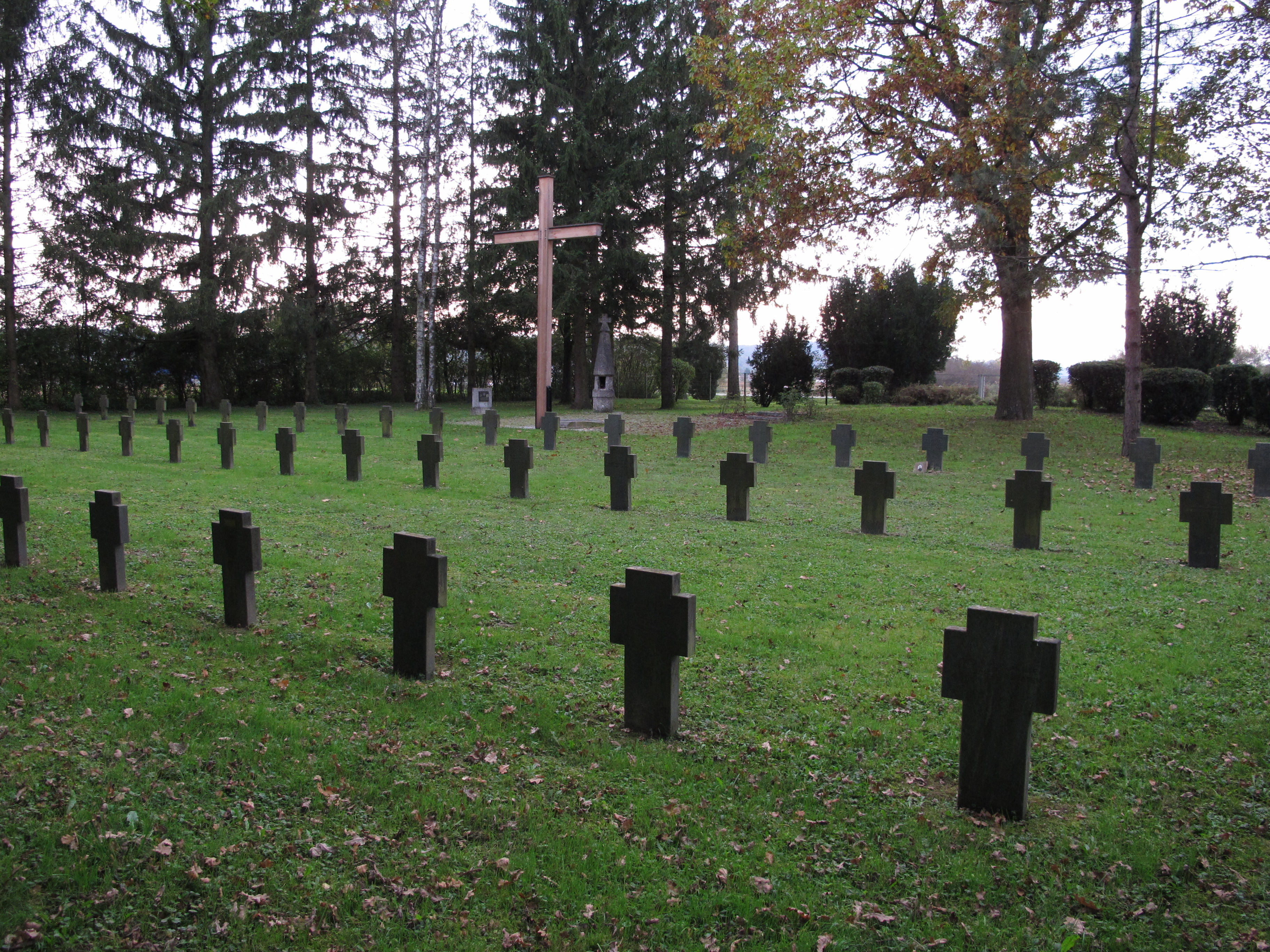
Soldatenfriedhof Fürstenfeld

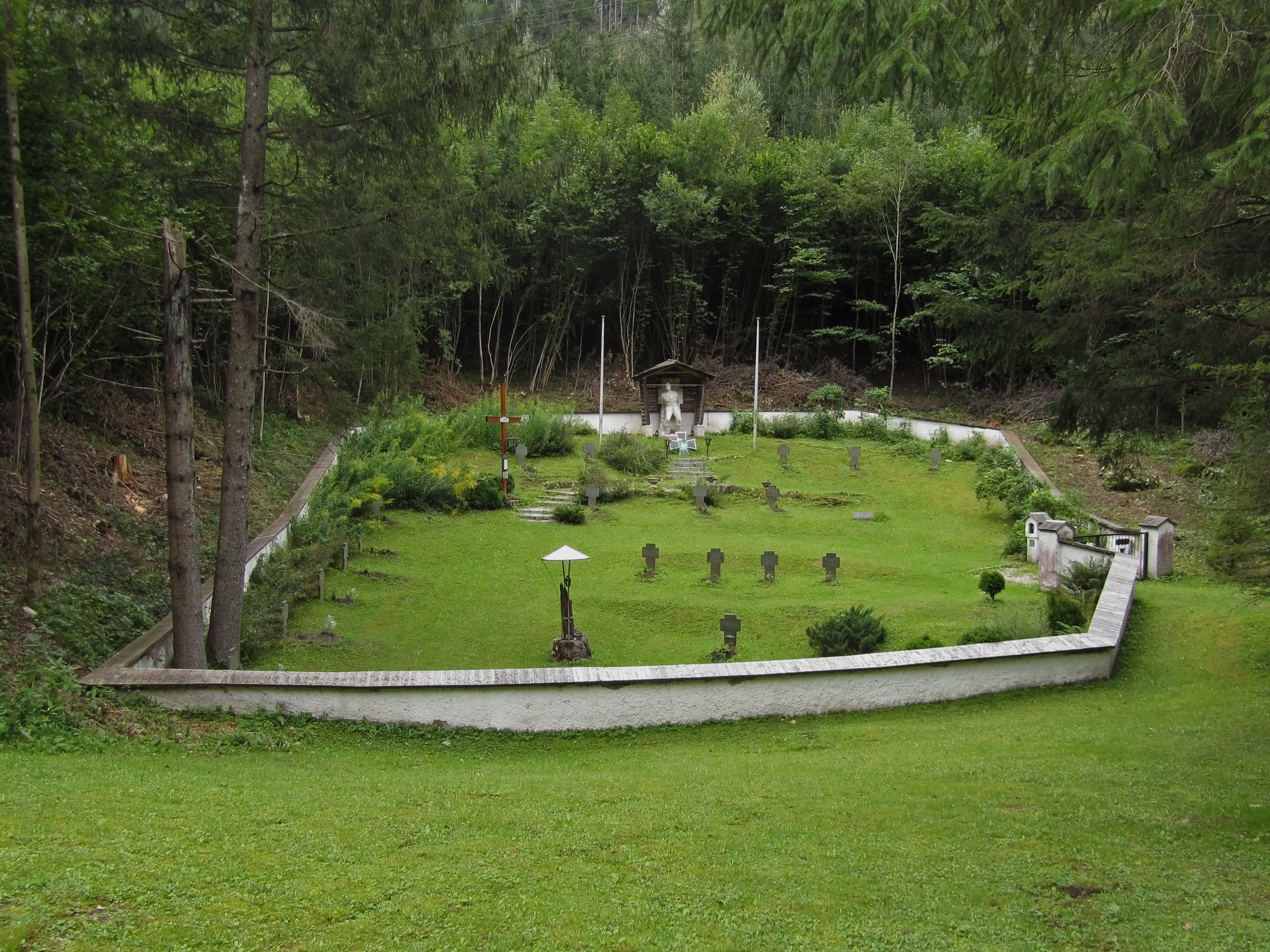
Soldatenfriedhof Wandau

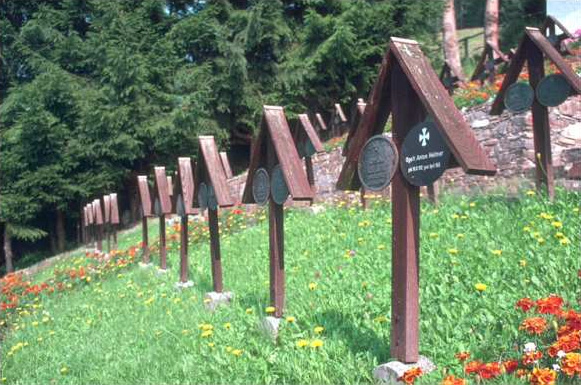
Friedhof in Sankt Kathrein am Hauenstein

| Ort                          | Geo | WK  | andere Kriege bzw. Anmerkungen                        |
| ---------------------------- | --- | --- | ----------------------------------------------------- |
| Birkfeld                     |     | 2   |                                                       |
| Burgau                       |     | 2   |                                                       |
| Eibiswald                    |     | 2   |                                                       |
| Fischbach                    |     | 2   |                                                       |
| Friedberg am Hochwechsel     |     | 2   |                                                       |
| Fürstenfeld                  |     | 2   | Auf diesem Friedhof ruhen 382 Tote des 2. Weltkrieges |
| Gleisdorf                    |     | 1 2 |                                                       |
| Graz – Zentralfriedhof Graz  |     |     | 1921 – Kampf ums Burgenland, Justifizierte etc.       |
| Hartberg                     |     | 2   |                                                       |
| Hieflau                      |     | 2   | Soldatenfriedhof Wandau                               |
| Hochwechsel                  |     | 2   |                                                       |
| Ilz                          |     | 2   |                                                       |
| Krieglach                    |     | 2   |                                                       |
| Mönichwald                   |     | 2   |                                                       |
| Mürzzuschlag                 |     | 2   |                                                       |
| Niederwechsel                |     | 2   |                                                       |
| Pinggau                      |     | 2   |                                                       |
| Pöllau                       |     | 2   |                                                       |
| Pölten                       |     | 2   |                                                       |
| Ratten                       |     | 2   |                                                       |
| Reinberg                     |     | 2   |                                                       |
| Rettenegg                    |     | 2   |                                                       |
| Schäffern                    |     | 2   |                                                       |
| Spital am Semmering          |     | 2   |                                                       |
| Sankt Johann in der Haide    |     | 2   |                                                       |
| Sankt Kathrein am Hauenstein |     | 2   |                                                       |
| Sankt Lorenzen am Wechsel    |     | 2   |                                                       |
| Tragöß-Sankt Katharein       |     |     | Franzosenkreuz am Lärchegg (1809)                     |
| Waldbach                     |     | 2   |                                                       |
| Wenigzell                    |     | 2   |                                                       |
| Wildon                       |     | 2   |                                                       |

### Tirol

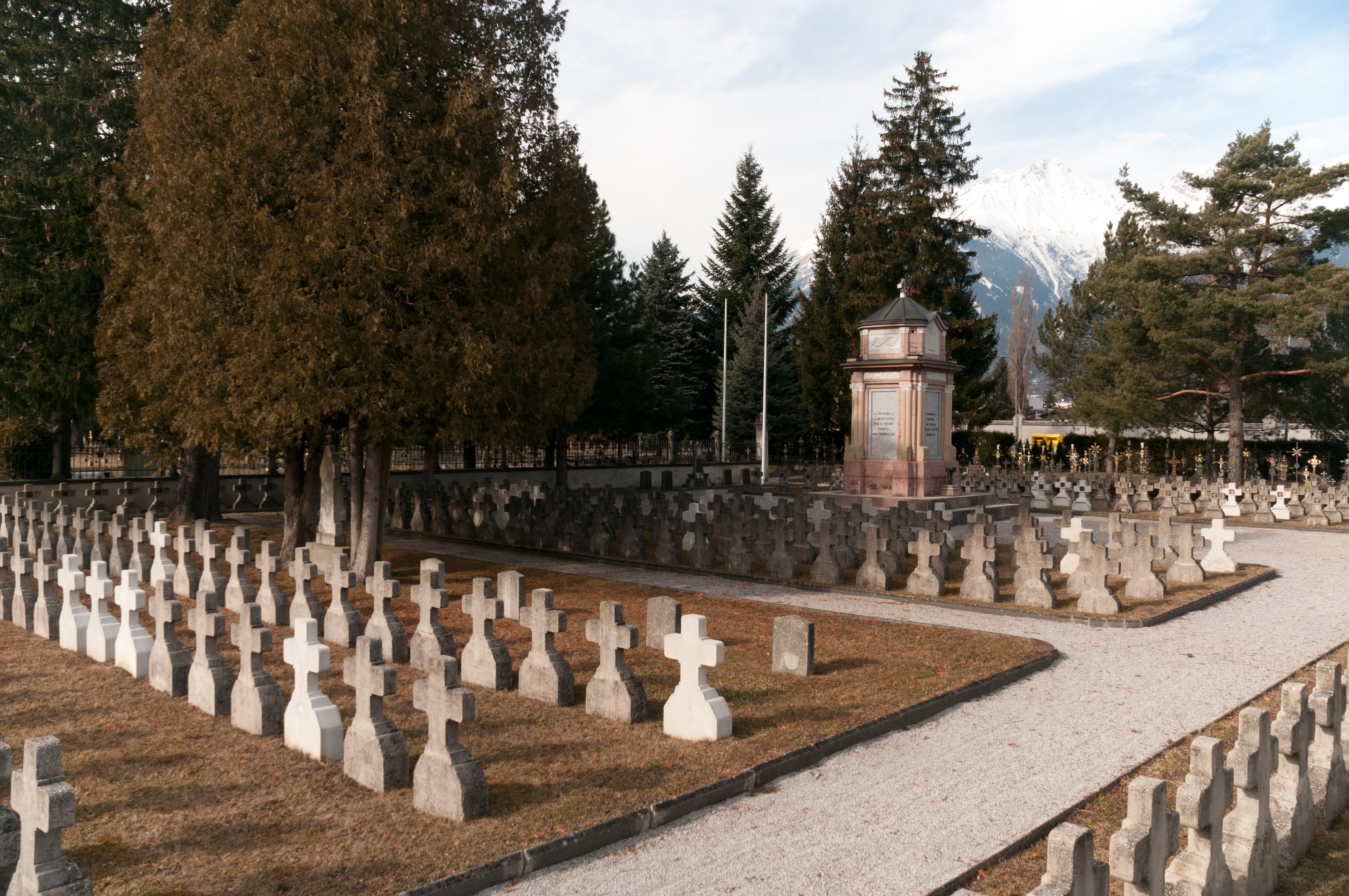
Soldatenfriedhof Amras (italienischer Teil)

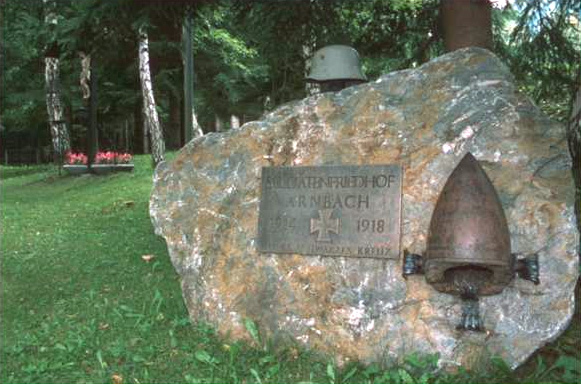
Soldatenfriedhof in Arnbach (Sillian)

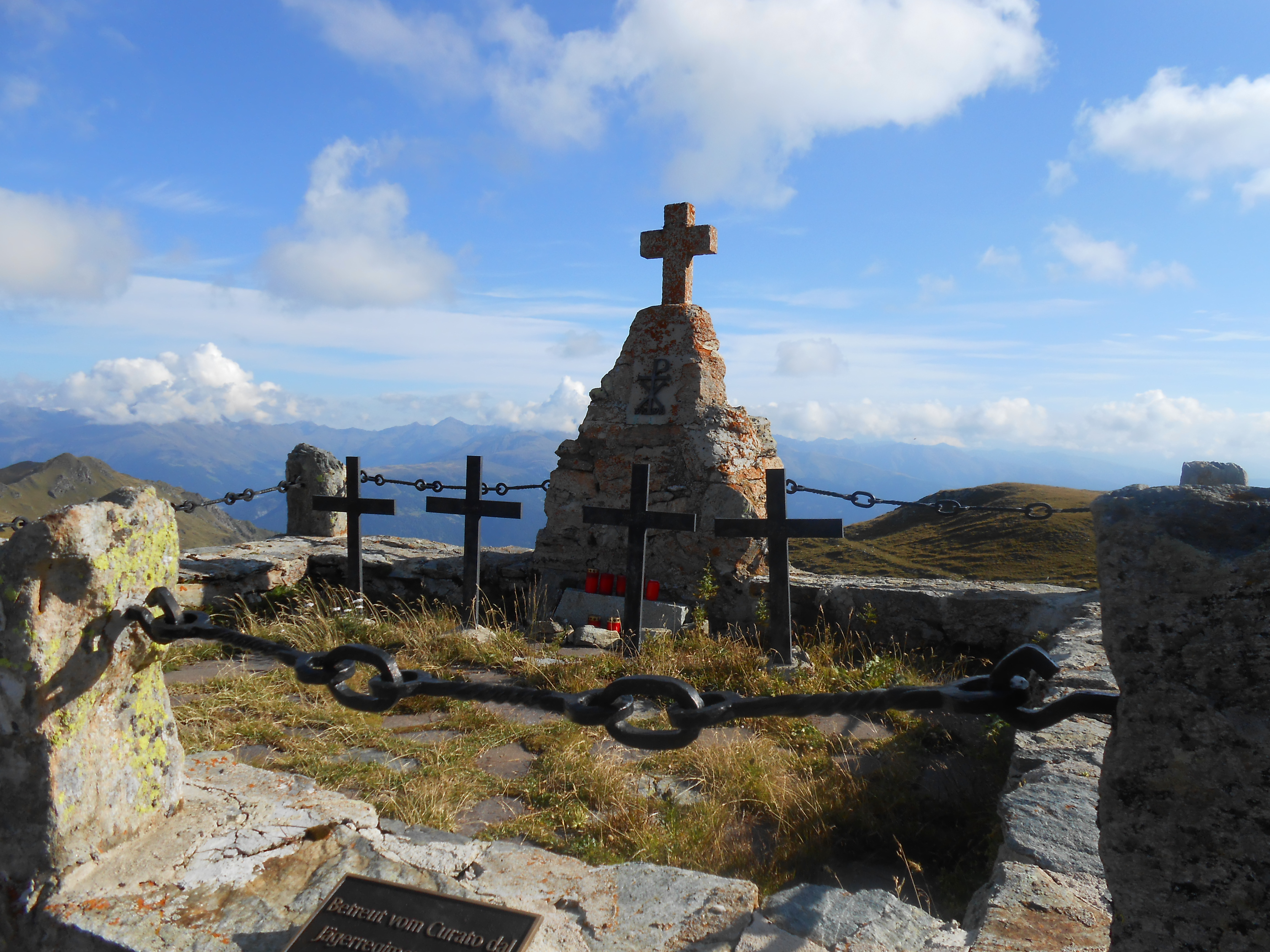
Höchstgelegener Kriegerfriedhof in den Ostalpen, Hochgräntenjoch (2429 m)

| Ort                                                | Geo | WK  | andere Kriege bzw. Anmerkungen                                            |
| -------------------------------------------------- | --- | --- | ------------------------------------------------------------------------- |
| Arnbach (Sillian)                                  |     | 1   |                                                                           |
| Hall in Tirol                                      |     | 1   |                                                                           |
| Hollbruck (Kartitsch, Militärfriedhof Hochgränten) |     | 1   | höchstgelegener Kriegerfriedhof in den Ostalpen, Hochgräntenjoch (2429 m) |
| Hopfgarten im Brixental                            |     | 1   |                                                                           |
| Innsbruck-Amras, Tummelplatz                       |     |     | Napoleonische Kriege 1797–1814                                            |
| Innsbruck-Amras, Soldatenfriedhof Amras            |     | 1 2 |                                                                           |
| Innsbruck-Pradl, K.u.k. Militärfriedhof            |     | 1   | Militärangehörige                                                         |
| Landeck                                            |     | 2   |                                                                           |
| Lienz                                              |     | 1 2 | Franzosenkriege 1800–1809                                                 |
| Lienz-Peggetz, Kosakenfriedhof in der Peggetz      |     | 2   |                                                                           |
| Pflach                                             |     | 2   | 1611–1635 als Pestfriedhof errichtet                                      |

### Vorarlberg
| Ort                              | Geo | WK  | andere Kriege bzw. Anmerkungen                                   |
| -------------------------------- | --- | --- | ---------------------------------------------------------------- |
| Bregenz-Ölrain                   |     | 1 2 | Drei Russen in Einzelgräbern                                     |
| Dornbirn                         |     | 2   | Sowjetisches Massengrab mit 17 Toten auf dem Friedhof Hatlerdorf |
| Hard Gedenkstein                 |     |     | „Schweizerkrieg“ 1499                                            |
| Feldkirch Bombardierungsfriedhof |     | 2   | Soldatenfriedhof St. Wolfgang mit 320 Grabstätten                |
| Rankweil-Friedhof Valduna        |     | 2   |                                                                  |

### Wien

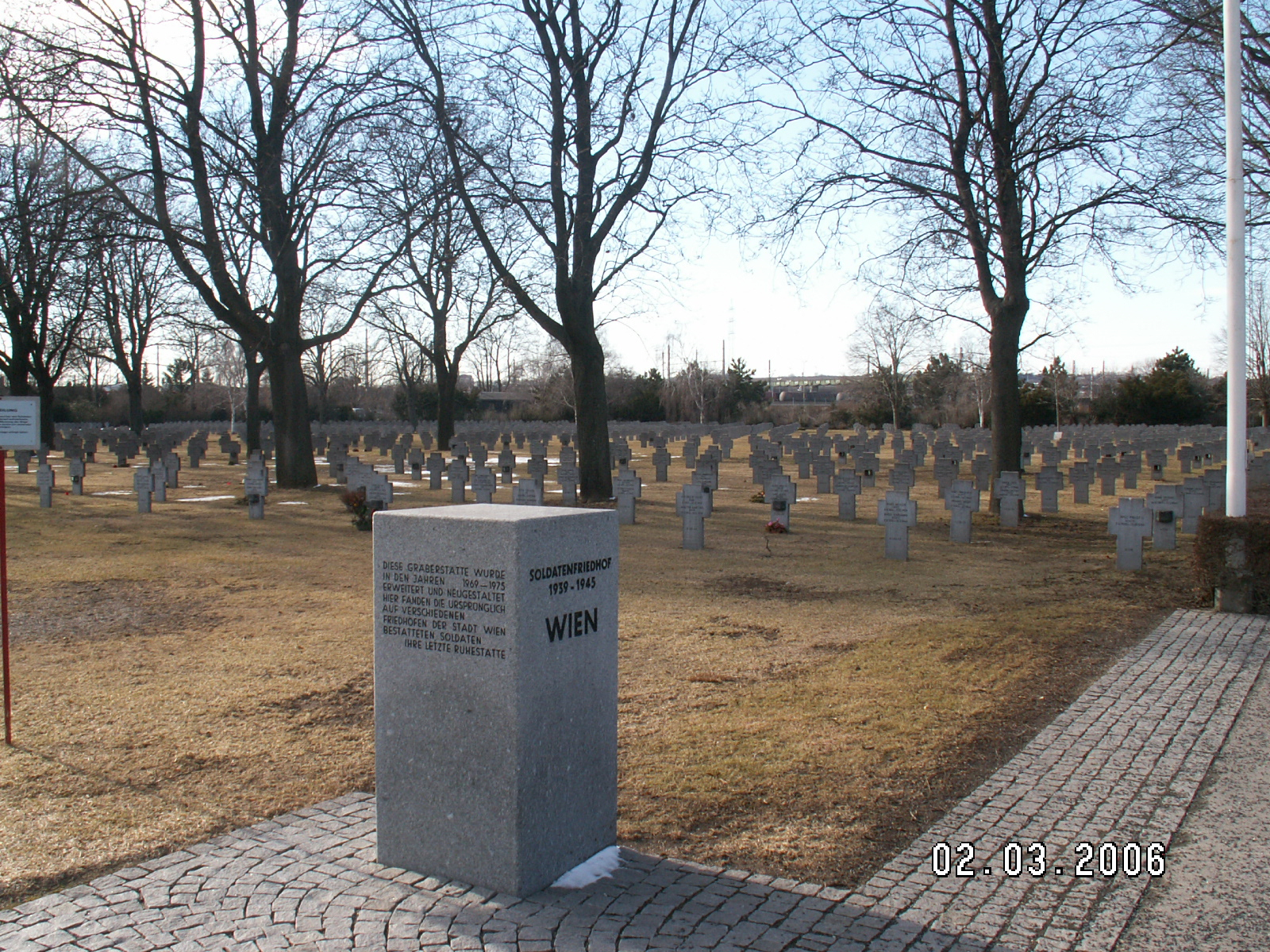
Soldatenfriedhof am Wiener Zentralfriedhof

| Ort | Geo | WK  | andere Kriege bzw. Anmerkungen                                                                                     |
| --- | --- | --- | --- |
| Wiener Zentralfriedhof (Simmering) Kriegsgefangene Angehörige der Roten Armee                                                                       |     | 2   | belegt von 1941 bis 1945                                                                                           |
| Wiener Zentralfriedhof (Simmering) Gruppe 44, Angehörige der Roten Armee                                                                            |     | 2   | belegt von 1945 bis 1955                                                                                           |
| Wiener Zentralfriedhof (Simmering) Gruppe 68, Angehörige der russischen, rumänischen und italienischen Armeen                                       |     | 1   | |
| Wiener Zentralfriedhof (Simmering) Gruppe 76, jüdische Angehörige der k.u.k. Armee mit dem jüdischen Kriegerdenkmal                                 |     | 1   | |
| Wiener Zentralfriedhof (Simmering) Gruppe 88, Angehörige der serbischen (Erster Weltkrieg), polnischen und französischen Armeen (Zweiter Weltkrieg) |     | 1 2 | |
| Wiener Zentralfriedhof (Simmering) Gruppe 91, Angehörige der k.u.k. Armee                                                                           |     | 1   | |
| Wiener Zentralfriedhof (Simmering) Gruppe 97, Soldatenfriedhof 1939–1945                                                                            |     | 2   | Der Soldatenfriedhof ist mit 7.297 Kriegstoten die größte Kriegsgräberstätte des Zweiten Weltkrieges in Österreich |
| Asperner Friedhof (Donaustadt) |     | 2   | belegt zwischen 1945 und 1955, sowjetische Armeeangehörige und Zivilisten                                          |
| Atzgersdorfer Friedhof (Liesing) Angehörige der k.u.k. Armee                                                                                        |     | 1   | 8 Tote |
| Baumgartner Friedhof (Baumgarten (Wien)) Angehörige der Roten Armee                                                                                 |     | 2   | Einzelgräber in drei Gruppen, belegt 1945 bis 1955                                                                 |
| Gersthofer Friedhof (Gersthof) Angehörige der Roten Armee                                                                                           |     | 2   | Massengrab, belegt im Jahr 1945                                                                                    |
| Gumpendorf (Mariahilf) |     |     | Soldatenfriedhof Gumpendorf (Zwischen 1769 und 1784 als Friedhof eines Militärspitals)                             |
| Hütteldorfer Friedhof (Penzing) |     | 2   | Angehörige der Wehrmacht und zwei Frauen                                                                           |
| Inzersdorfer Friedhof (Inzersdorf (Wien)) Angehörige der Roten Armee                                                                                |     | 2   | Massengrab, belegt im Jahr 1945                                                                                    |
| Jedleseer Friedhof (Floridsdorf) Gruppen 11 und 12, Angehörige der Roten Armee                                                                      |     | 2   | Einzelgräber, belegt 1945 und 1946                                                                                 |
| Kalksburger Friedhof (Liesing) |     | 2   | Drei russische Massengräber und zwei Einzelgräber, belegt 1945 bis 1951                                            |
| Friedhof Liesing (Liesing) |     | 1 2 | Angehörige der k.u.k. Armee, der Wehrmacht und ein Kämpfer des Österreichischen Bürgerkriegs                       |
| Lobau (Donaustadt) |     |     | Franzosenfriedhof (1809)                                                                                           |
| Friedhof Mauer (Liesing) |     |     | Sachsengrab (1866)                                                                                                 |
| Evangelischer Friedhof Matzleinsdorf (Favoriten) Angehörige der Roten Armee                                                                         |     | 2   | Massengrab und 32 Einzelgräber, belegt von 1945 bis 1947                                                           |
| Rodauner Friedhof (Liesing) Angehörige der Roten Armee                                                                                              |     | 2   | belegt 1945 bis 1947                                                                                               |